# Crypte
Pour les articles homonymes, voir Crypte (homonymie).

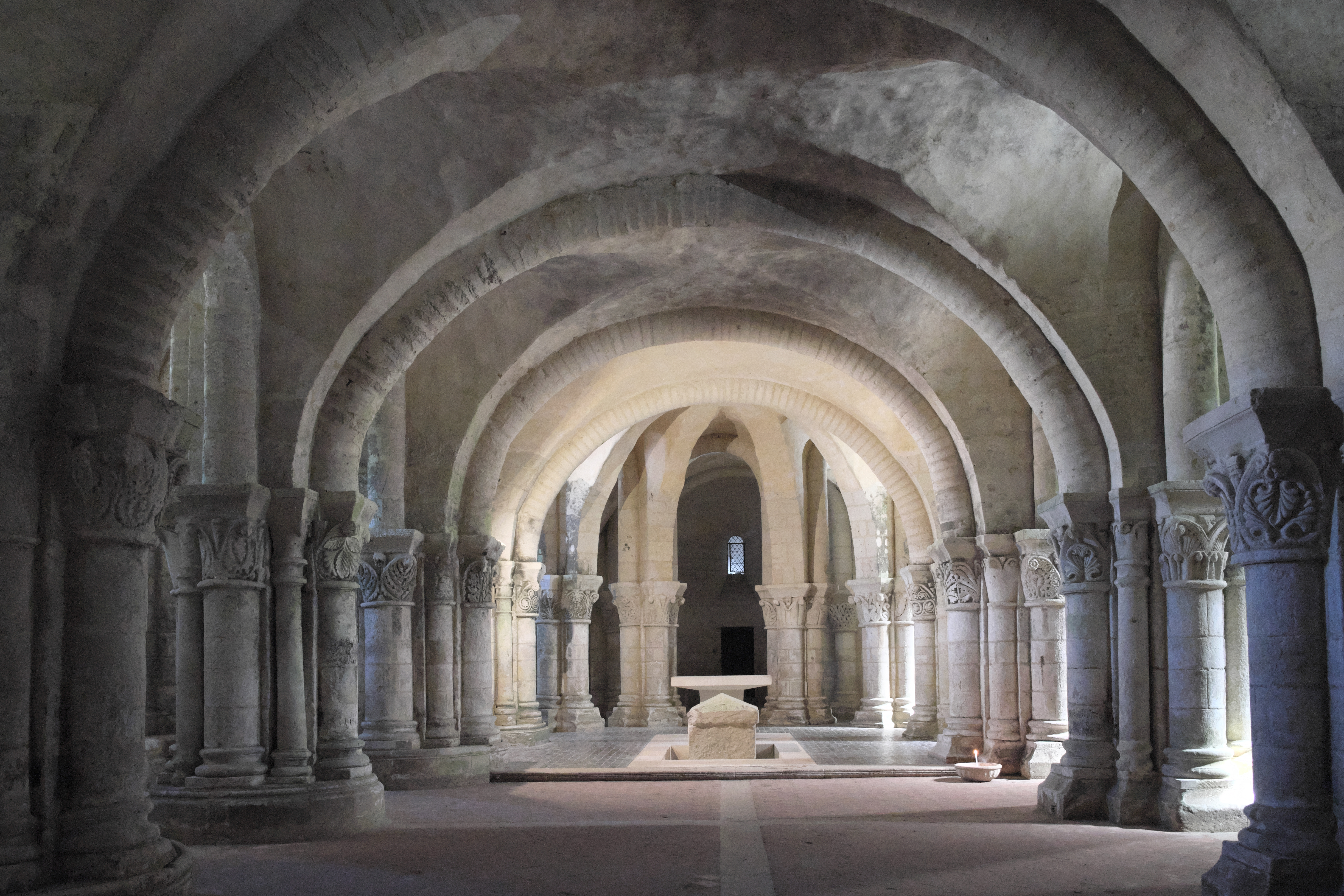
Crypte de la basilique Saint-Eutrope de Saintes.

Une crypte est un élément constitutif des églises chrétiennes qui se développe particulièrement avec l'Architecture carolingienne. Construit, enterré ou non, sous l'église supérieure, il s'agit — soit d'un caveau servant de sépulcre situé au-dessous du chœur, accessible par un couloir de circulation ou simplement visible par des ouvertures fenestellae ou oculi, — soit d'une véritable chapelle basse s'organisant ou non autour d'un martyrium ou d'une confession.
L'étymologie de crypte, le verbe κρύπτω / krúptô, en grec ancien « cacher, faire mystère de », pourrait indiquer, selon Viollet-le-Duc, que le tombeau est masqué aux yeux des profanes. Dans les textes anciens concernant les cryptes carolingiennes, le terme « crypte » s'applique autant aux cryptae subteriores ou inferiores et superiores signifiant en latin médiéval construction voûtée,.
La crypte adopte différents types architecturaux : crypte annulaire (la plus ancienne), crypte à couloir et crypte à salle.

## Fonction de la crypte
La crypte préexiste ou est contemporaine, le plus souvent, de l'édifice religieux qui la surmonte.

### Sépulcre, culte des reliques et inhumations
La fondation, dès la période paléochrétienne, des édifices religieux importants se fait sur ou autour d'une memoria, mausolée contenant les reliques du corps d'un saint, martyrium quand il s'agit d'un martyr, confessio ou confession pour un saint confesseur c'est-à-dire qui professe la foi.
L'autel principal du chœur dans l'église haute profite de la virtus du saint vénéré en étant placé juste au-dessus. Des privilégiés peuvent être inhumés ad sanctos, proche de ces reliques, ils profitent de cette proximité et participent aussi à la virtus du lieu quand eux-mêmes sont reconnus saints. C'est le cas de la crypte de l’abbaye Saint-Germain d'Auxerre. La construction de la crypte doit permettre la dévotion soit par un couloir de circulation soit par des ouvertures oculus ou fenestelles, permettant la vision du mausolée comme à l’abbaye de Saint-Philbert-de-Grand-Lieu,.

### Liturgie et circulation
Dès l'époque carolingienne, les reliques et reliquaires se multiplient dans la crypte et certains sont exposés dans le chœur supérieur dans des chapelles secondaires. L'architecture s'adapte à la circulation, à la dévotion et aux offices de ces différentes chapelles et autels secondaires.
Au Xe siècle, les cryptes se dotent de déambulatoires. Cette circulation concerne les clercs, mais aussi les pèlerins de plus en plus nombreux. L'accès se fait à l'extrémité occidentale du chœur soit par un escalier central sous le chœur surélevé soit, plus souvent, par deux escaliers latéraux, l'entrée au nord et la sortie au sud débouchant de chaque côté du chœur permettant d'éviter que la circulation des pèlerins ne perturbe la liturgie. Certaines cryptes, par leur dimension, permettent une liturgie avec une nombreuse assistance, elles peuvent s'étendre alors également sous la nef. D'autres églises inférieures ont plus une fonction liturgique que mémorielle liée au culte des reliques. C'est le cas de l'église inférieure de la Vierge de l'abbaye Saint-Martin du Canigou. La crypte de l'église Saint-Honoré-d'Eylau construite en 1896 est conçue comme une église inférieure occupant la même surface que l'église supérieure, elle proposait le culte en alternance avec l'église supérieure avant d'être transformée depuis 2013 en lieu événementiel.

### Rôle architectonique
Les cryptes situées sous le chœur constituent ses fondations, elles peuvent rattraper une pente comme à l'église Saint-Jean-Baptiste de Château-Gontier ou la cathédrale Saint-Bénigne de Dijon. Des piliers massifs soutiennent le sol du chœur et les colonnes périphériques correspondent aux colonnes de l'église supérieure. L'abbatiale de l'abbaye du Mont-Saint-Michel repose sur quatre édifices, l'église carolingienne Notre-Dame-Sous-Terre du Xe siècle dont l'épais mur médian consolide la nef, la chapelle des Trente-Cierges sous le transept nord, la chapelle Saint-Martin sous le transept sud (XIe siècle) et la crypte des Gros-Piliers, ils mesurent 5 mètres de diamètre, qui dut être reconstruite au XVe siècle pour l'édification du chœur gothique après l'effondrement du chœur roman.

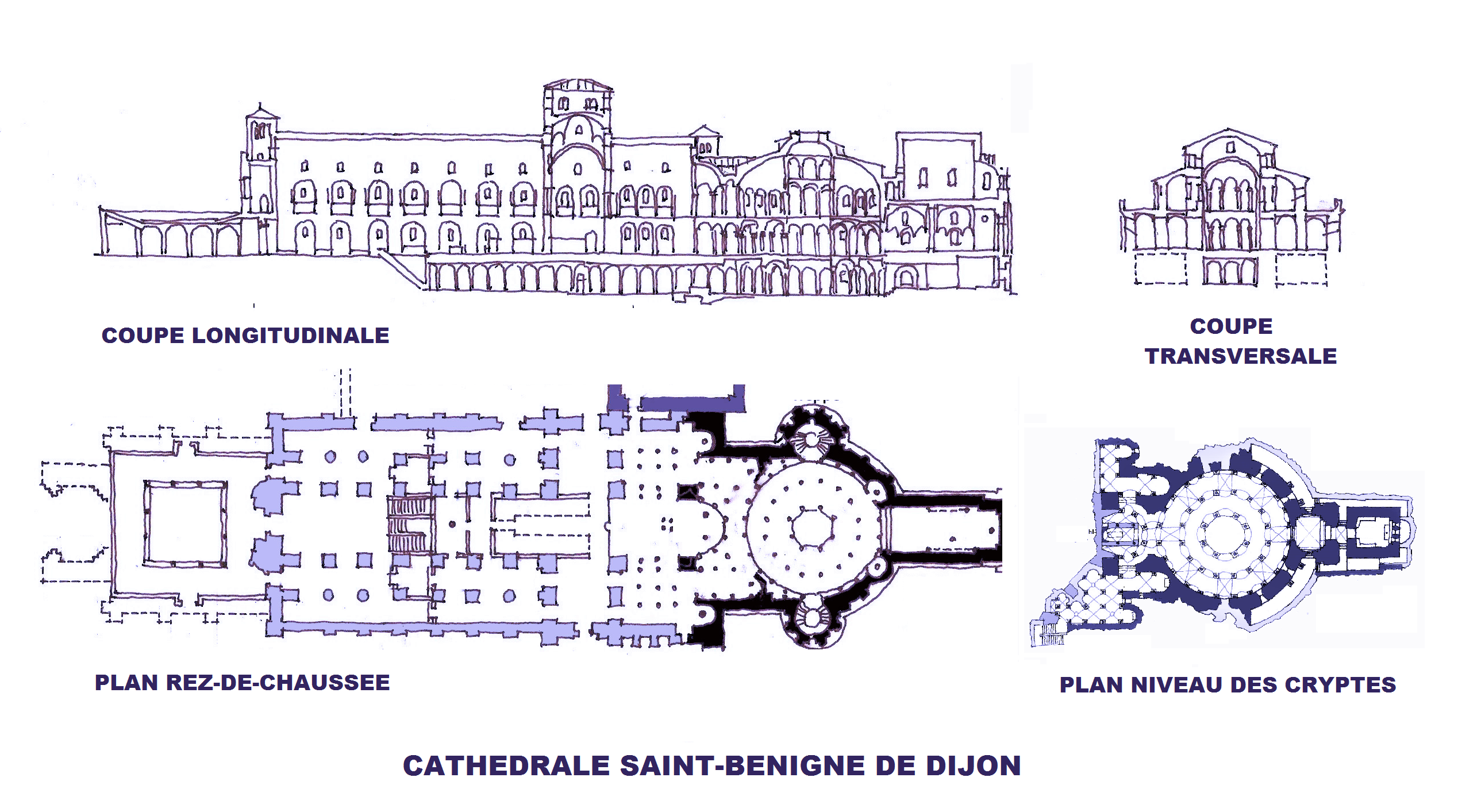
Cathédrale Saint Bégnine de Dijon : plans et coupe longitudinale, soutien de l'église haute et compensation de la pente.
Cathédrale Saint-Bégnine de Dijon : vue large.
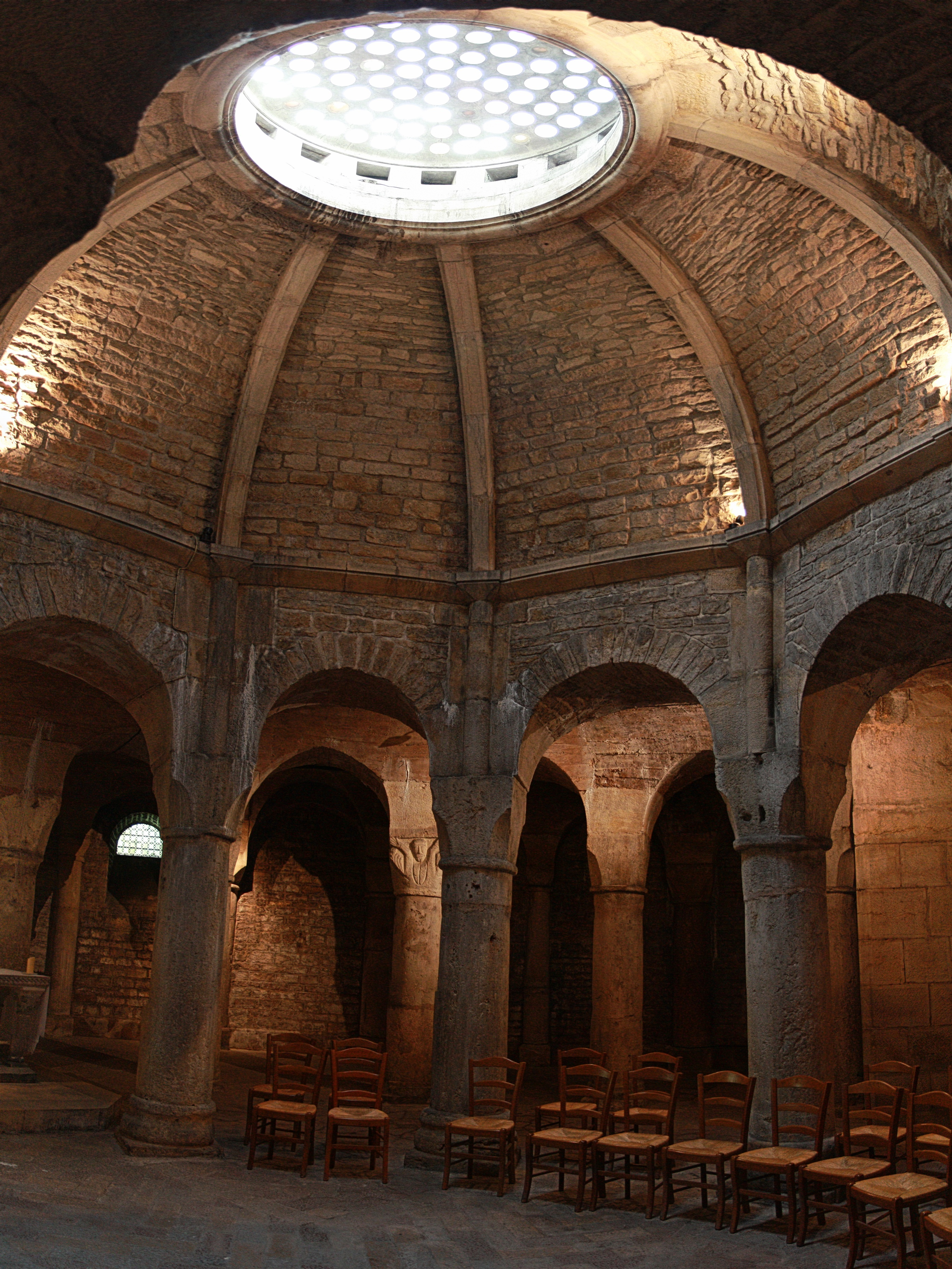
Cathédrale Saint-Bégnine de Dijon : la rotonde.

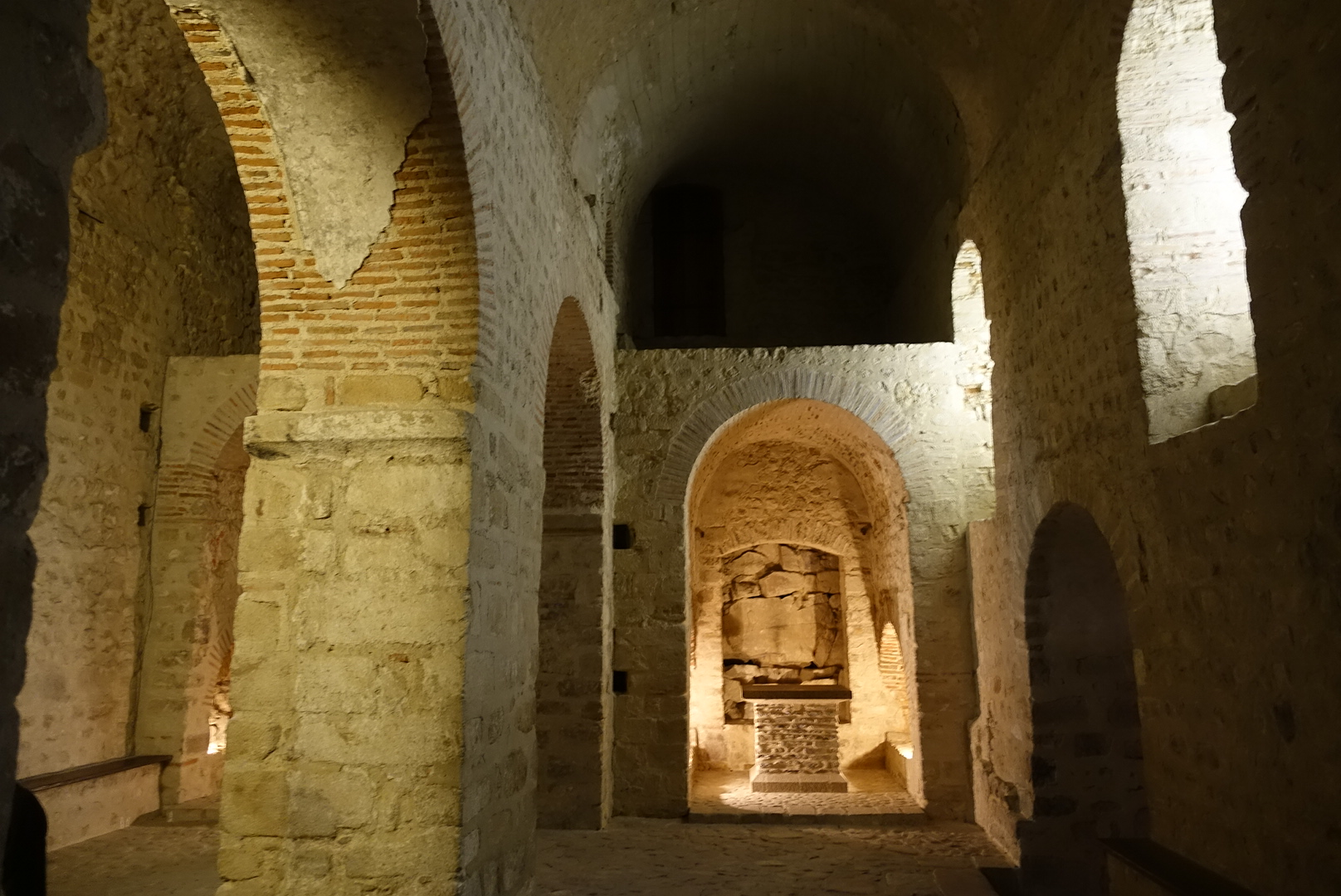
Mont Saint-Michel : Notre-Dame-sous-Terre.
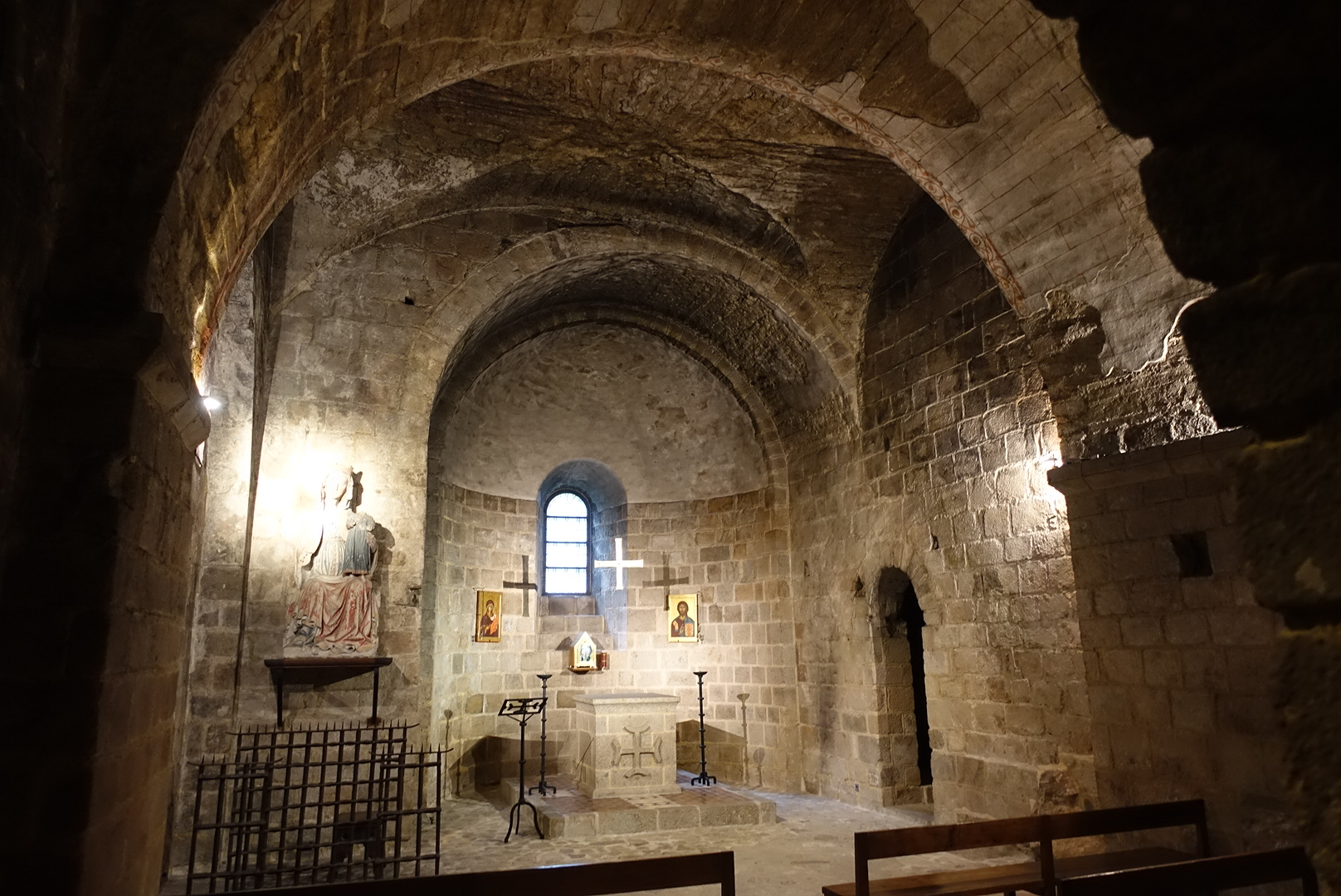
Mont Saint-Michel : chapelle des Trente-Cierges.
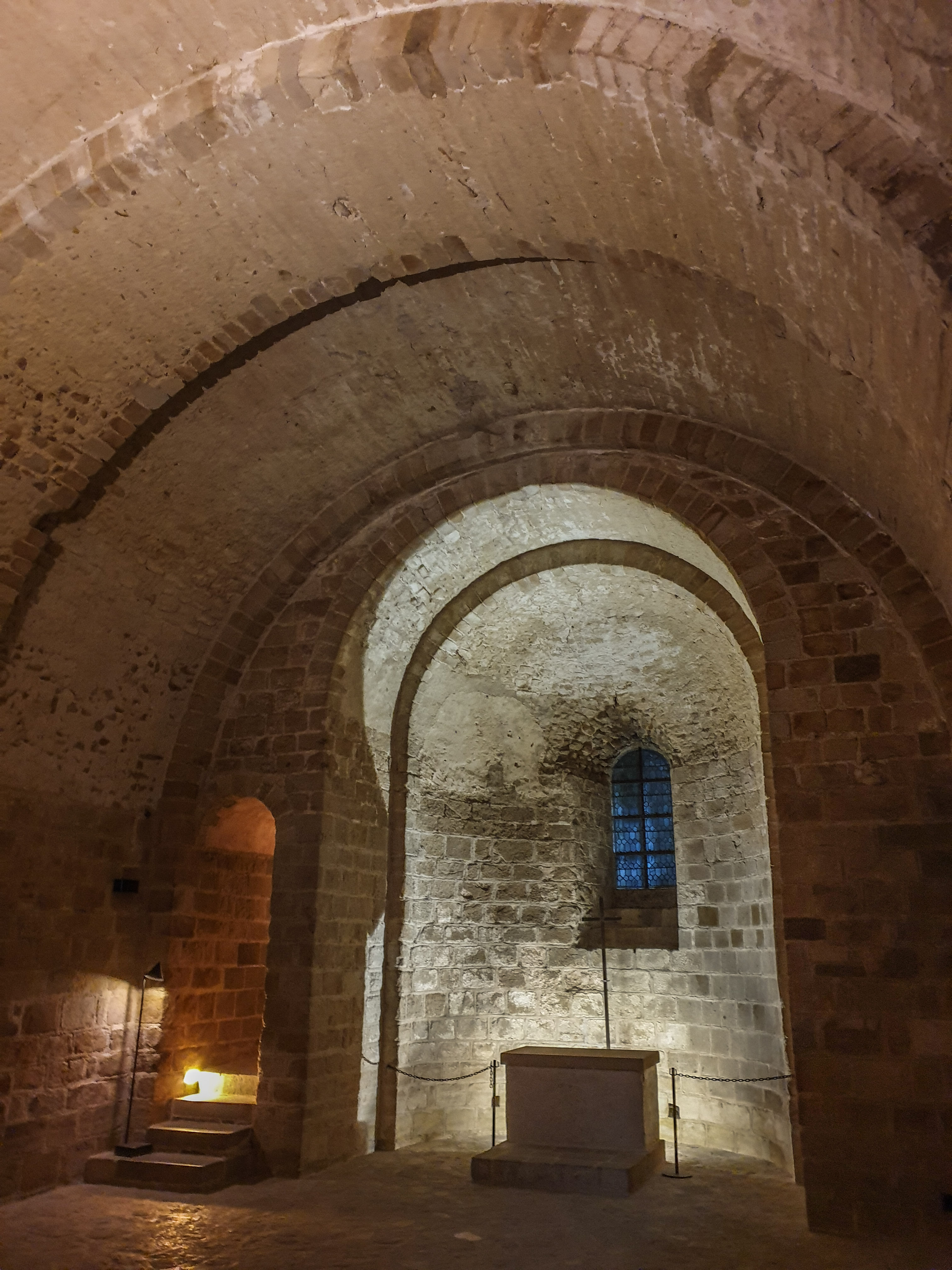
Mont Saint-Michel : crypte Saint-Martin.
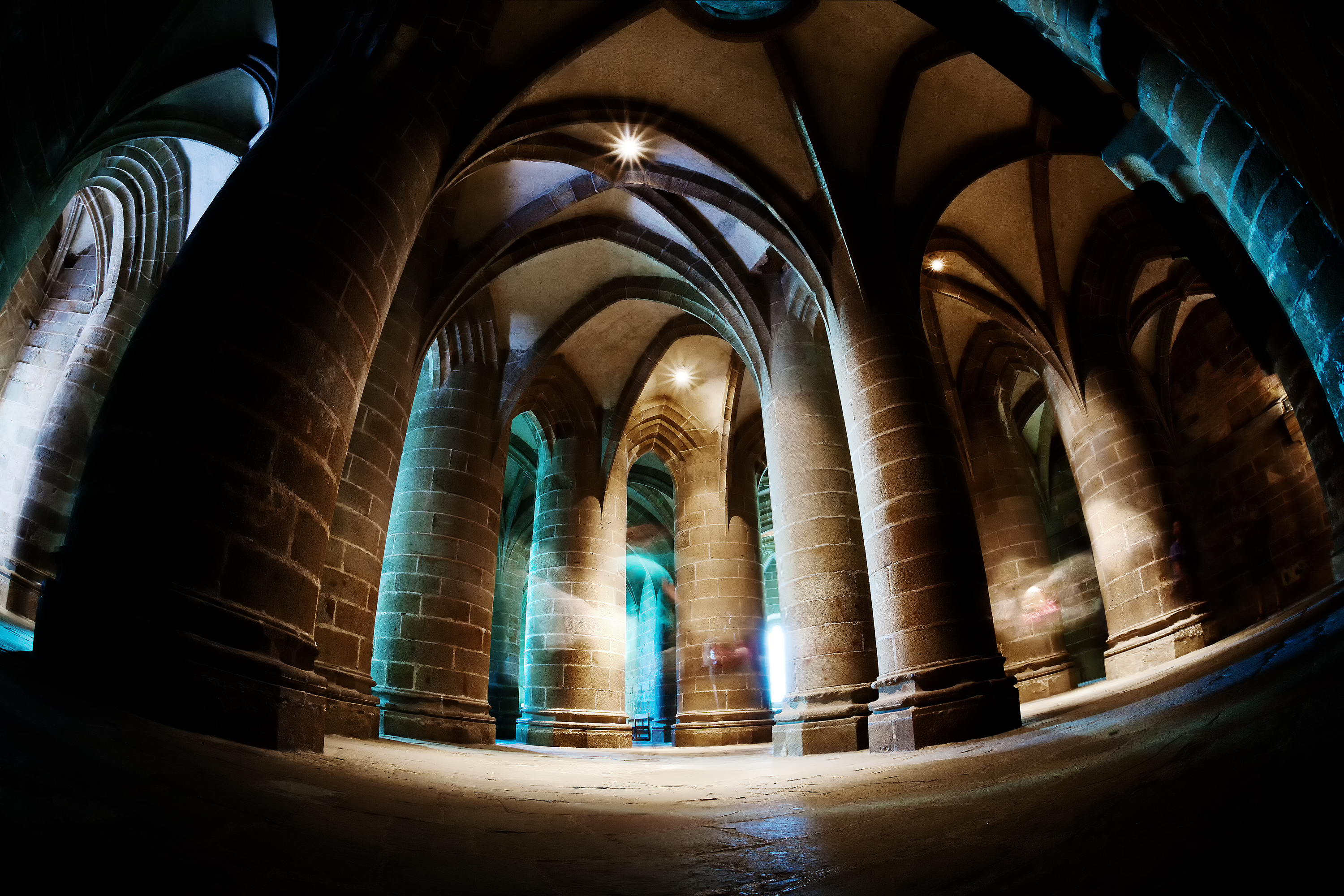
Mont Saint-Michel : crypte des gros piliers.

## Histoire

### Les premières cryptes
Les premières cryptes sont les martyria et memoria, édifices paléochrétiens abritant la tombe d'un saint ou d'un puissant objet de vénération. Une basilique, construite autour et dessus, permet d'accueillir les fidèles, l'autel placé juste au-dessus bénéficie de sa virtus. Certaines sont parvenues jusqu'à nous, une partie de la crypte de l'abbaye Saint-Victor de Marseille est datée du Ve siècle, d'autres sont connus par les textes, Grégoire de Tours évoque le cultes dans de nombreuses cryptes dont une des plus célèbres, les grottes vaticanes, crypte de la basilique Saint-Pierre réaménagée par Grégoire le Grand. À défaut de cette situation privilégiée de l'autel du sanctuaire supérieur placé au-dessus de la relique vénérée dans la crypte, la présence d'une relique dans la construction des autels fixes est requise dès le Ve siècle,.

### L'église inférieure
Des vastes cryptes sont édifiées à l'époque romane, celle de la cathédrale Notre-Dame de Chartres serait la plus vaste crypte médiévale en France, datant du XIe siècle elle sert de soubassement et de fondation aux piliers de la reconstruction de l'édifice gothique au début du XIIIe qui reprend son plan. Cette longue église inférieure remplace la procession urbaine des chanoines les jours de mauvais temps. La nef de la basilique Saint-Eutrope de Saintes a été détruite en 1803, située à un niveau intermédiaire elle desservait le sanctuaire de l'église haute et la vaste église basse, crypte à trois vaisseaux de 35 mètres de long construite en 1081.

### La fin des cryptes
Dès la période gothique  le culte des reliques remonte dans l'église supérieure avec la multiplication des reliquaires et des autels dans des chapelles rayonnantes du déambulatoire. Le chœur s'établit le plus souvent au même niveau que la nef ou surélevé de quelques marches. Certaines cryptes romanes préexistantes sont détruites à l'occasion de l'édification de ces sanctuaires gothiques.

### Cryptes cachées, détruites, redécouvertes
À l'occasion de la reconstruction gothique de l'église supérieure ou de son chœur, les cryptes désaffectées voient parfois leurs voûtes détruites permettant d'abaisser le niveau du sanctuaire au-dessus ; elles peuvent également être comblées voire simplement oubliées.
La crypte romane de la cathédrale de Bayeux du milieu du XIe siècle, oubliée dès le XIIIe est redécouverte quand les chanoines creusent sous le chœur pour la tombe de leur évêque Jean de Boissey en 1412. Elle bénéficie alors d'un décor peint en particulier d'anges musiciens. De nouveau comblée et murée elle est dégagée au début du XXe siècle. La crypte romane de l'ancienne abbatiale de Notre-Dame d'Évron est découverte en 1985 par des fouilles archéologiques entreprises après la chute d'une partie de la voûte gothique du chœur. Cet espace de fouilles archéologiques reste accessible sous une dalle de béton supportant le nouveau sol du sanctuaire.
C'est aussi le cas de la chapelle inférieure de l'église monolithe d'Aubeterre-sur-Dronne de 17 mètres redécouverte par hasard en 1961 par l'effondrement du à un camion manœuvrant sur le parvis au niveau de l'ancien chœur disparu, elle était probablement à l'usage des chanoines.

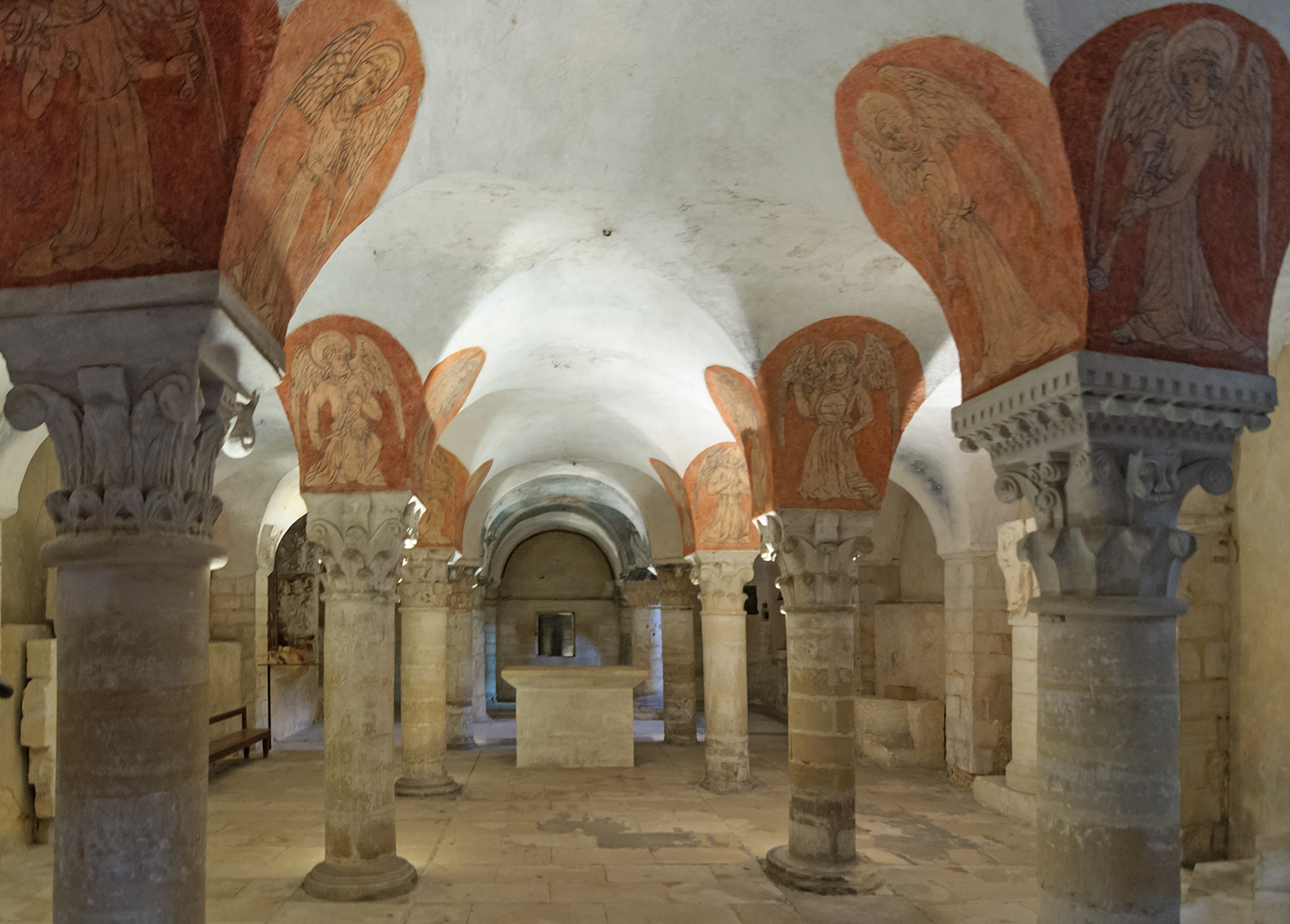
Crypte de la cathédrale de Bayeux.
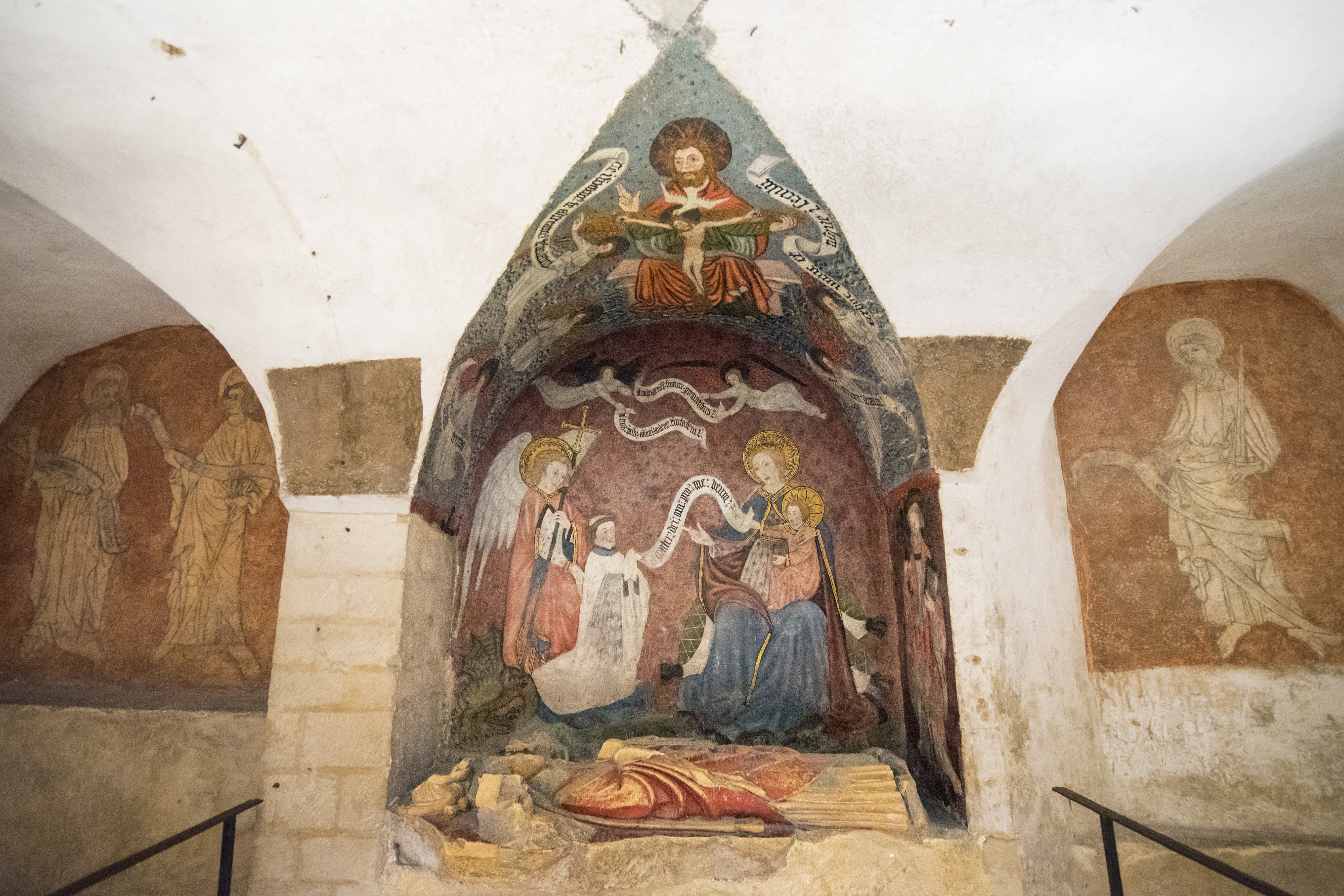
Bayeux : enfeu et gisant de Gervais de Larchamp mort en 1447, il finança la remise en état de la crypte de la cathédrale.
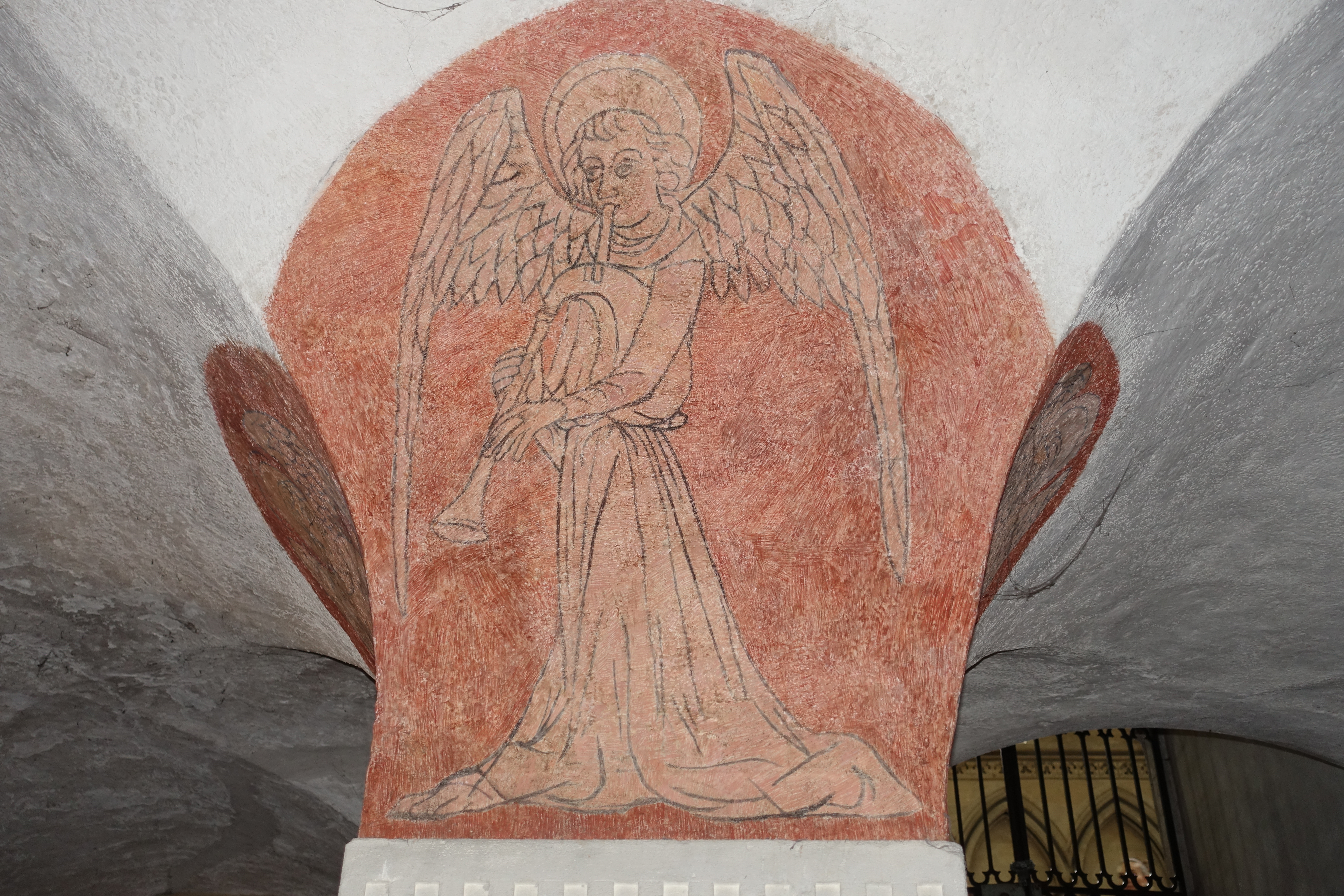
Bayeux : ange musicien jouant de la cornemuse peint au XVe siècle après la redécouverte de la crypte.

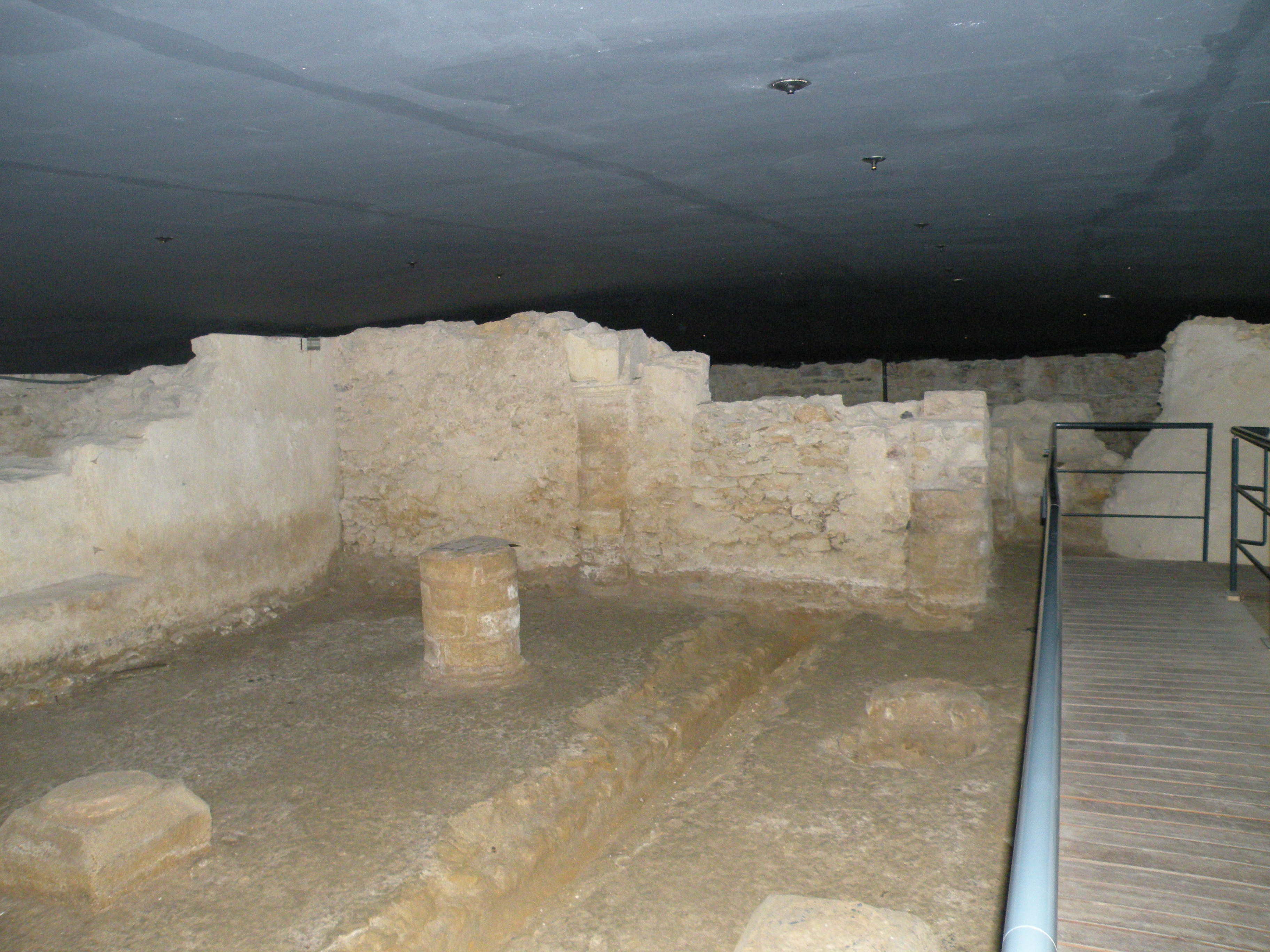
Crypte de l'abbaye Notre-Dame d'Évron et sa voûte béton.
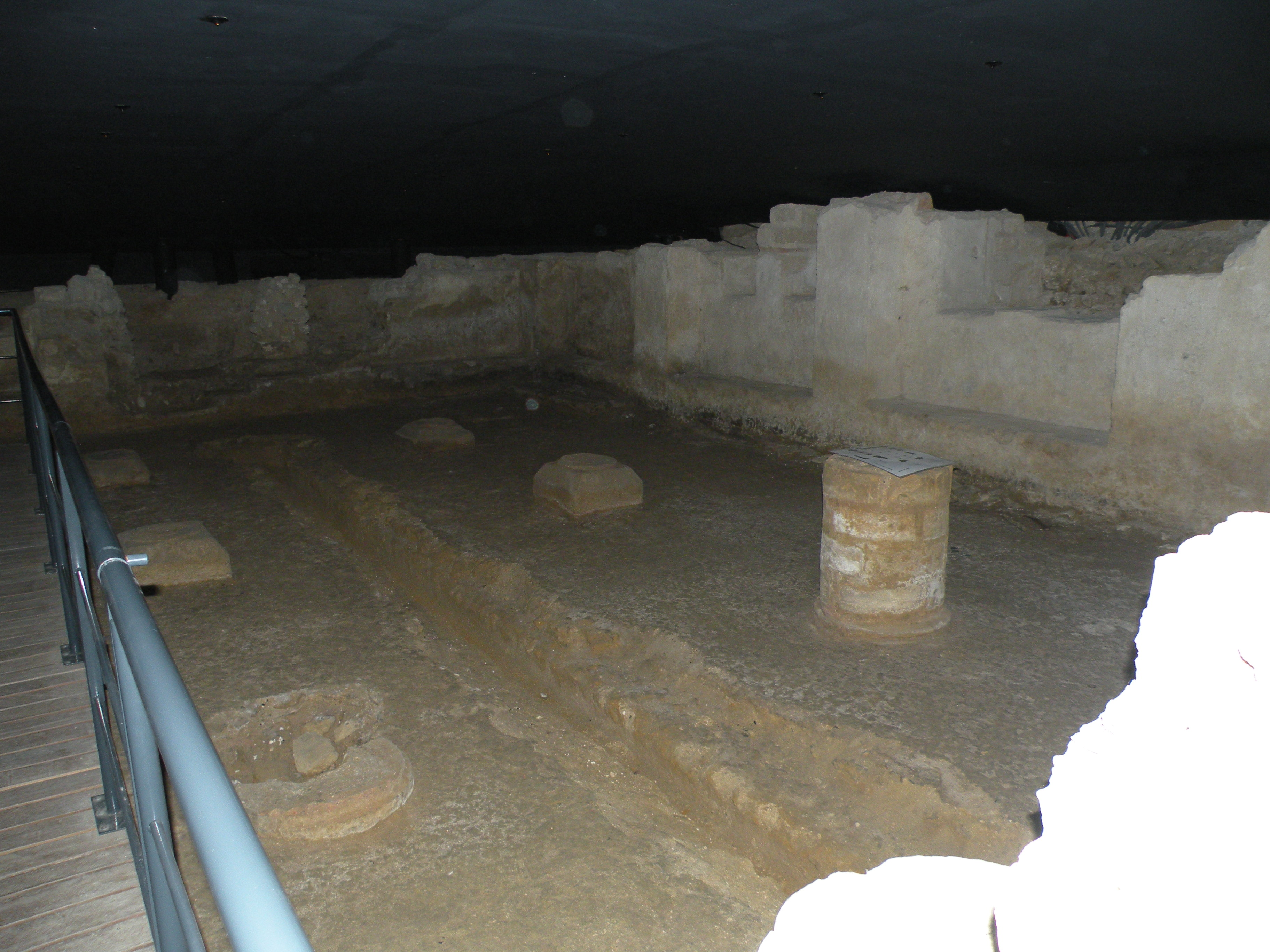
Crypte de l'abbaye Notre-Dame d'Évron.
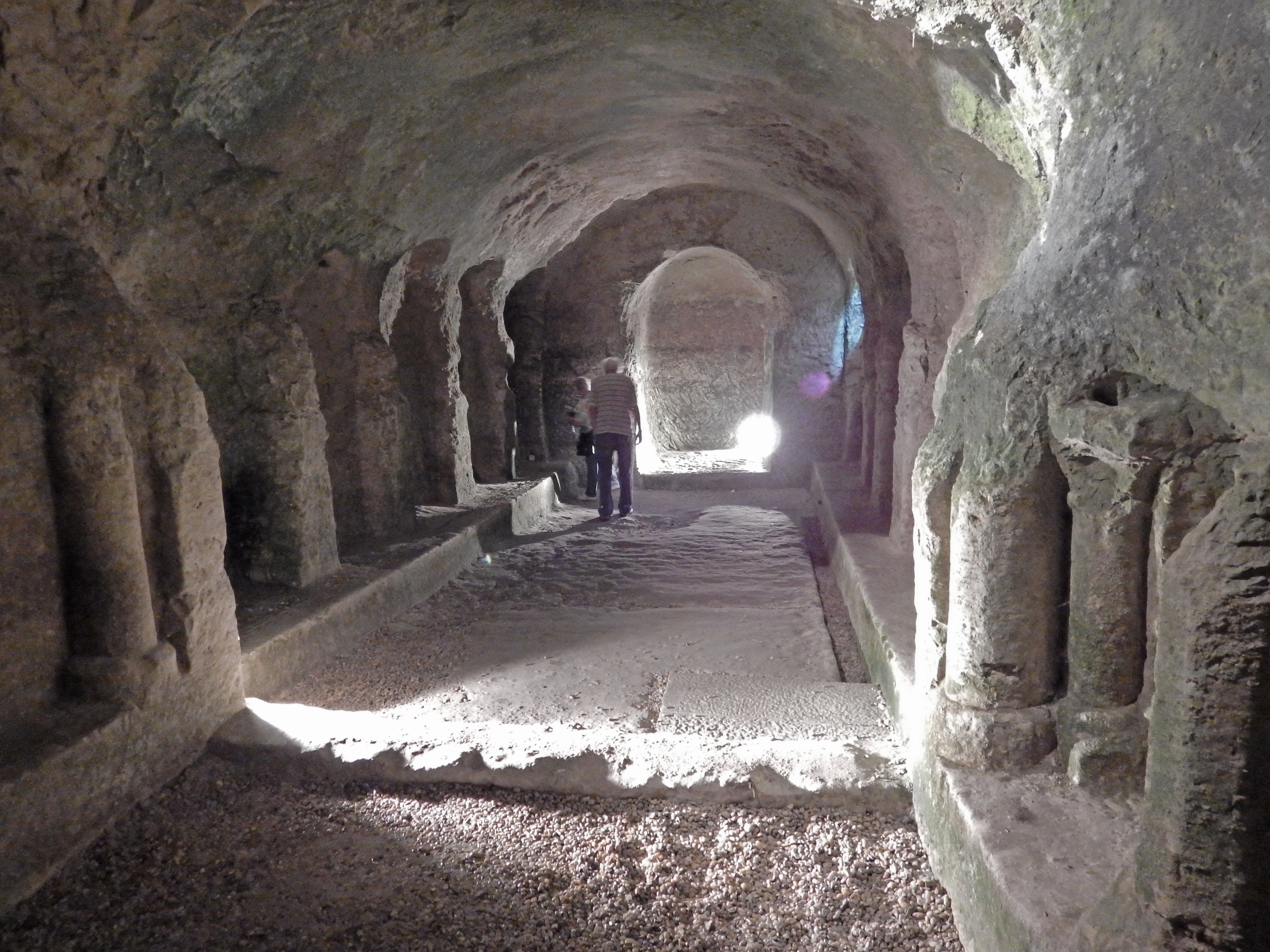
Crypte d'Aubeterre-sur-Dronne retrouvée accidentellement.

## Architecture
Par définition la crypte est voûtée ; dans l'architecture romane dont les nefs sont au départ charpentées, les différents types de voûte préfigurent les systèmes mis en place ultérieurement pour l'église supérieure.

### Plan et situation
Situées le plus souvent sous le chœur et s'étendant parfois sous le transept et même la nef, leur plan correspond à la construction primitive de l'église haute dont l'architecture a pu évolué ensuite. Enterrées, semi-enterrées ou en surface mais situées sous l'église supérieure elles adoptent des formes variées.
La première référence est le couloir semi-circulaire autour de la mémoria ou la forme annulaire. Elle fait référence à l'aménagement de la crypte de la basilique du Vatican par Grégoire le Grand à la fin du VIe siècle. un autre exemple de crypte annulaire est la crypte de la nativité ou de la Vierge à l'extrémité occidentale de l'abbaye Saint-Michel de Cuxa surmontée d'un oratoire à plan centré dédié à la Sainte-Trinité.. La crypte préromane de l'abbatiale saint-germain d'Auxerre et la première crypte de la basilique Saint-Denis suivent ce schéma de construction.

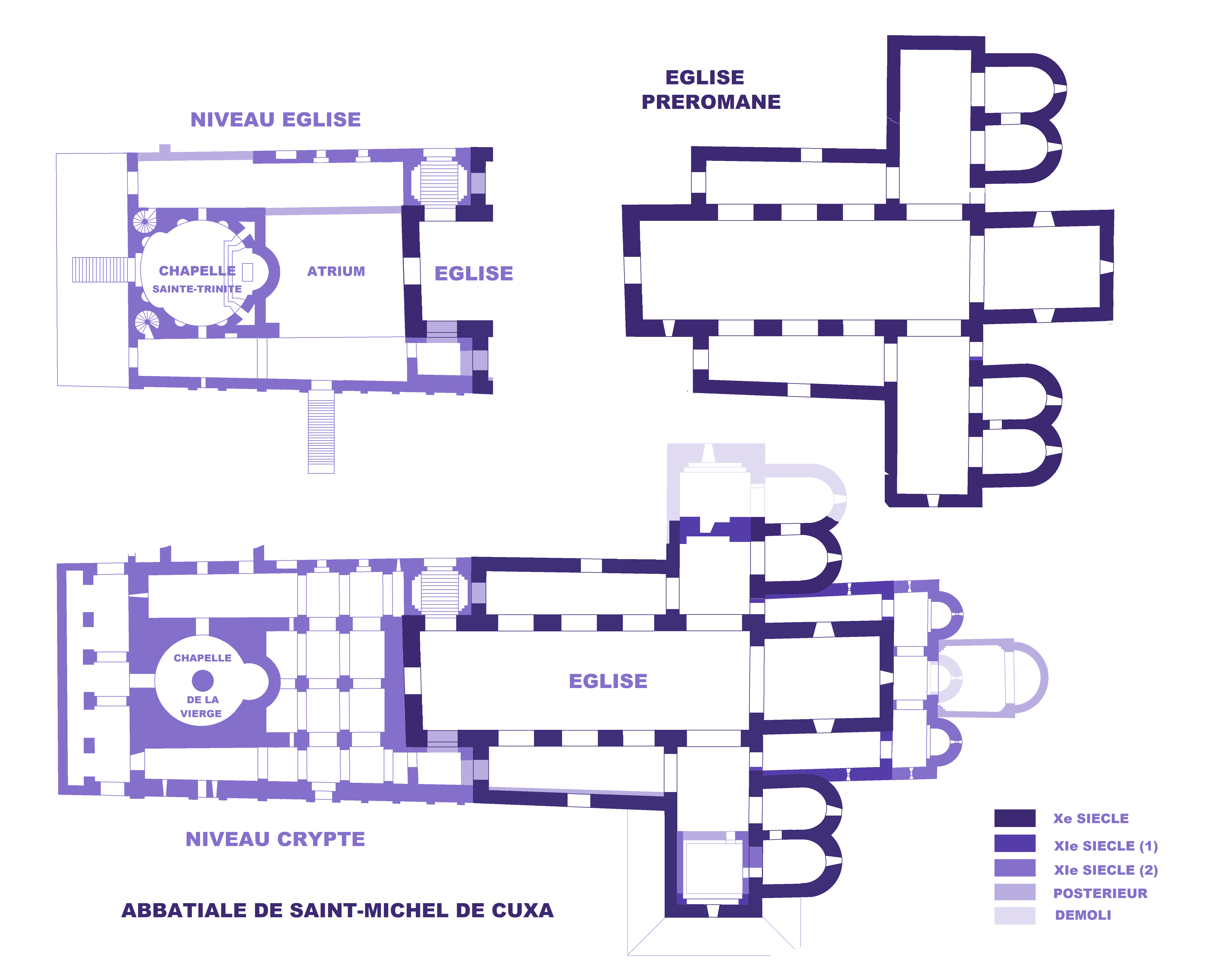
Crypte de l'abbatiale de Saint-Michel de Cuxa.
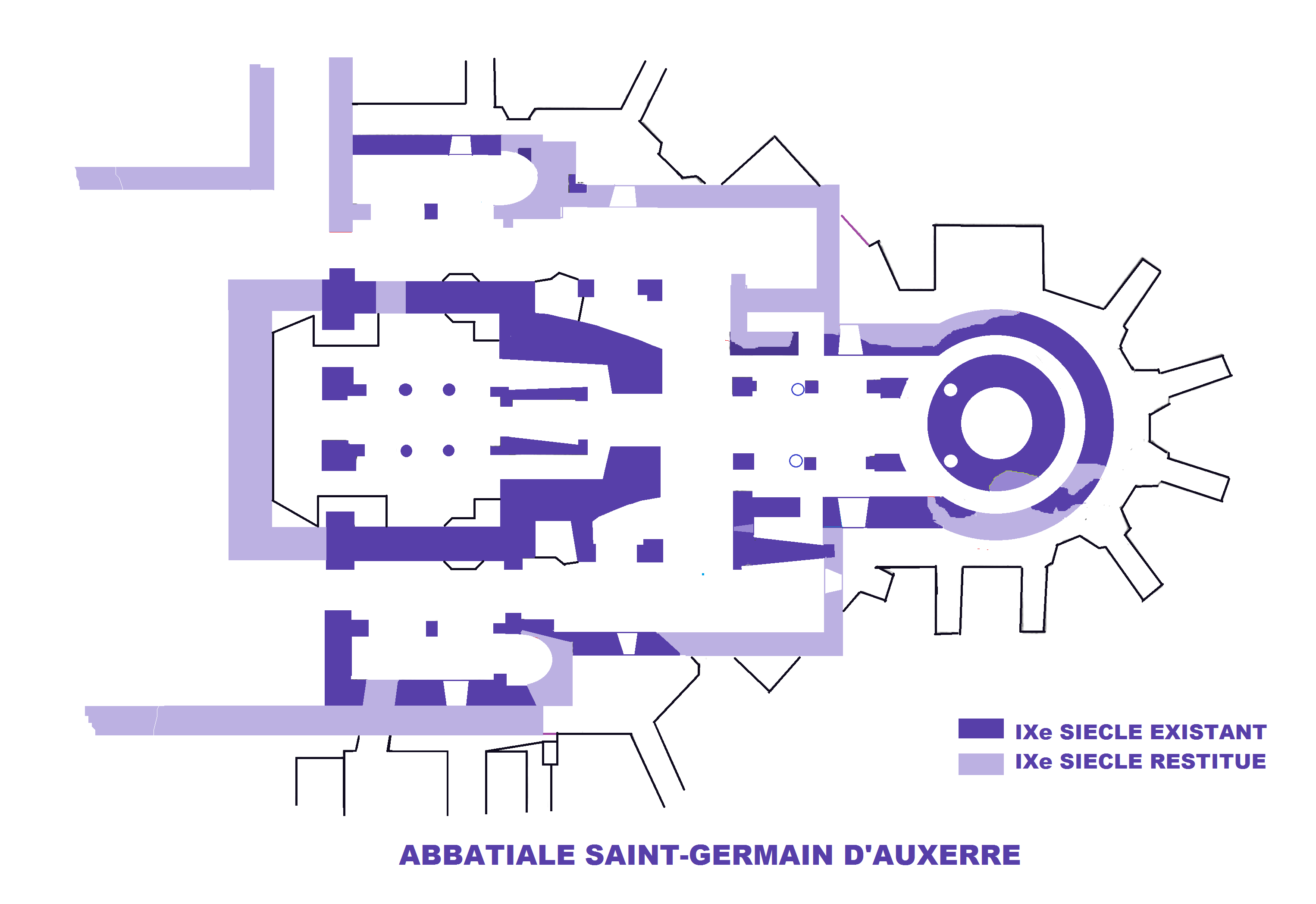
Cryptes de l'abbaye Saint-Germain d'Auxerre.
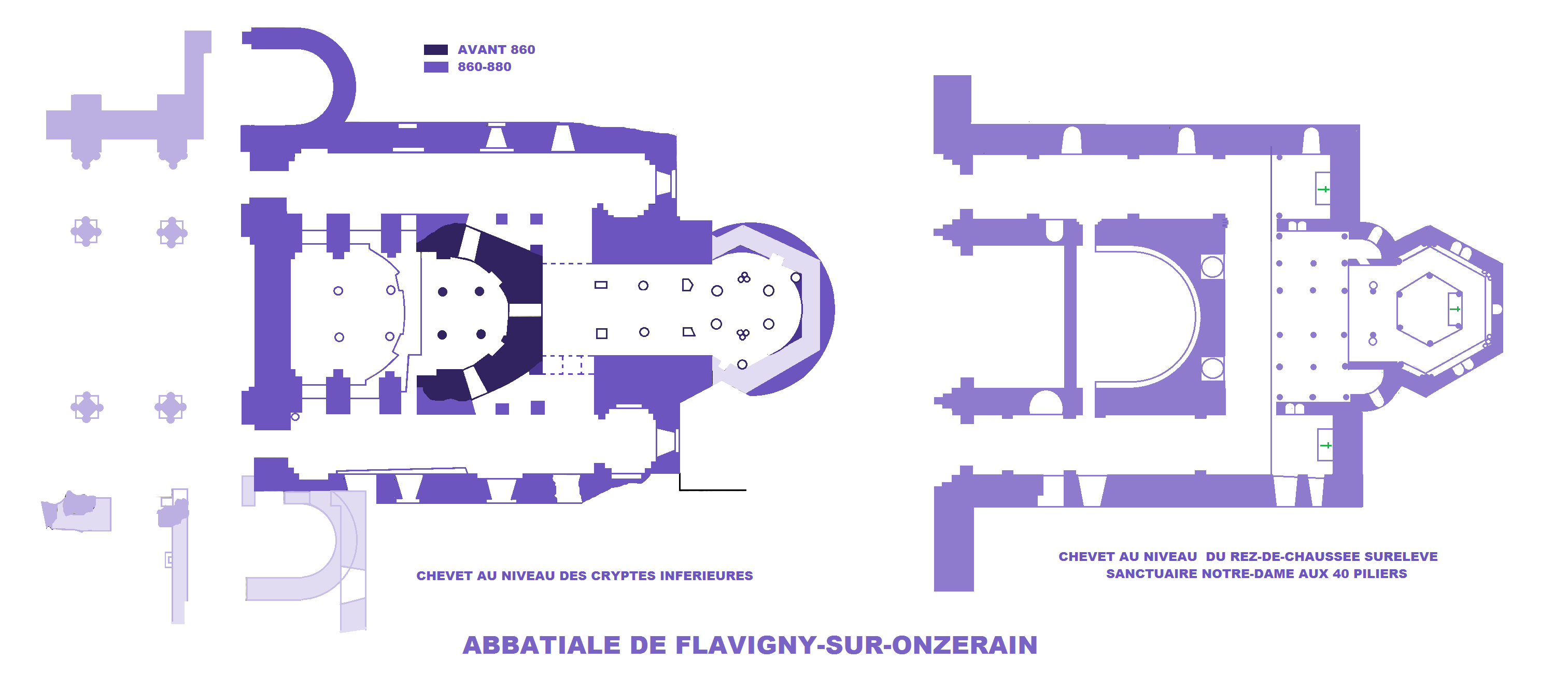
Cryptes de Flavigny.

Dès le XIe siècle, des cryptes halles permettent les célébrations liturgiques. Les pèlerins de Saint-Jacques de Compostelle bénéficiaient d'un office toutes les heures dans l'église basse de la basilique Saint-Eutrope de Saintes. Elles sont en général formées de trois vaisseaux soit égaux soit une nef principale et deux collatéraux mais de hauteurs égales et voûtés,.

### Circulation et église supérieure
L'accès à la crypte est lié à sa fonction : dévotion à la relique vénérée, pèlerinage sans perturber le culte dans le chœur de l'église supérieur, célébrations dans les différentes chapelles ou, dès le XIe siècle, liturgie dans les cryptes halles. Le plus souvent l'entrée est située dans le collatéral ou le déambulatoire nord avec une sortie symétrique au sud, parfois l'entrée est centrale sous un chœur surélevé, cette entrée peut alors être monumentalisée et décorée comme à Tavant, Vouvant ou à Saintes, l'église Saint-Eutrope ou toute une partie de l'ancienne nef, aujourd'hui détruite, était occupée par les escaliers d'accès à l'église inférieure.

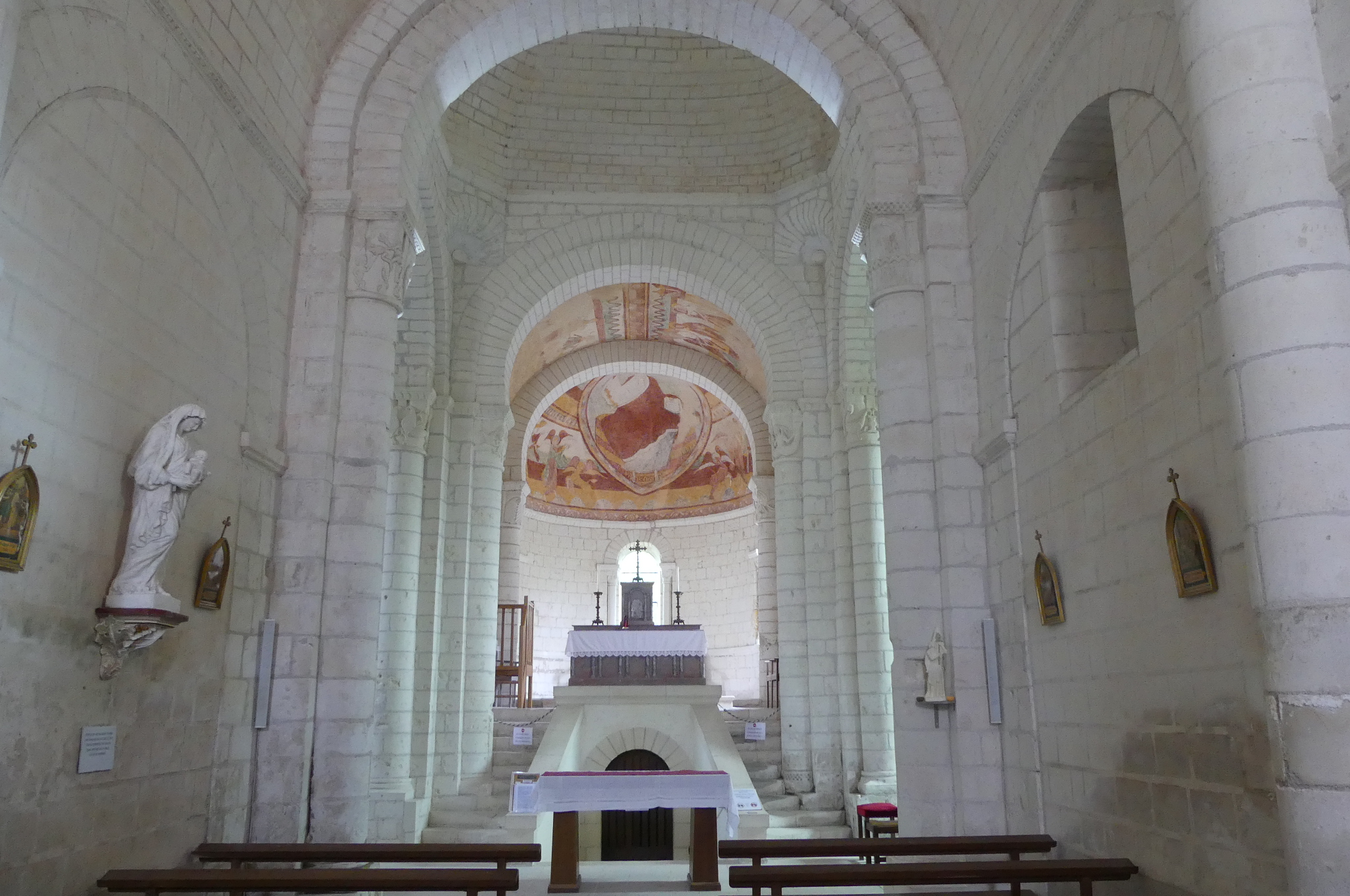
Entrée centrale de la crypte de Tavant sous le chœur surélevé.
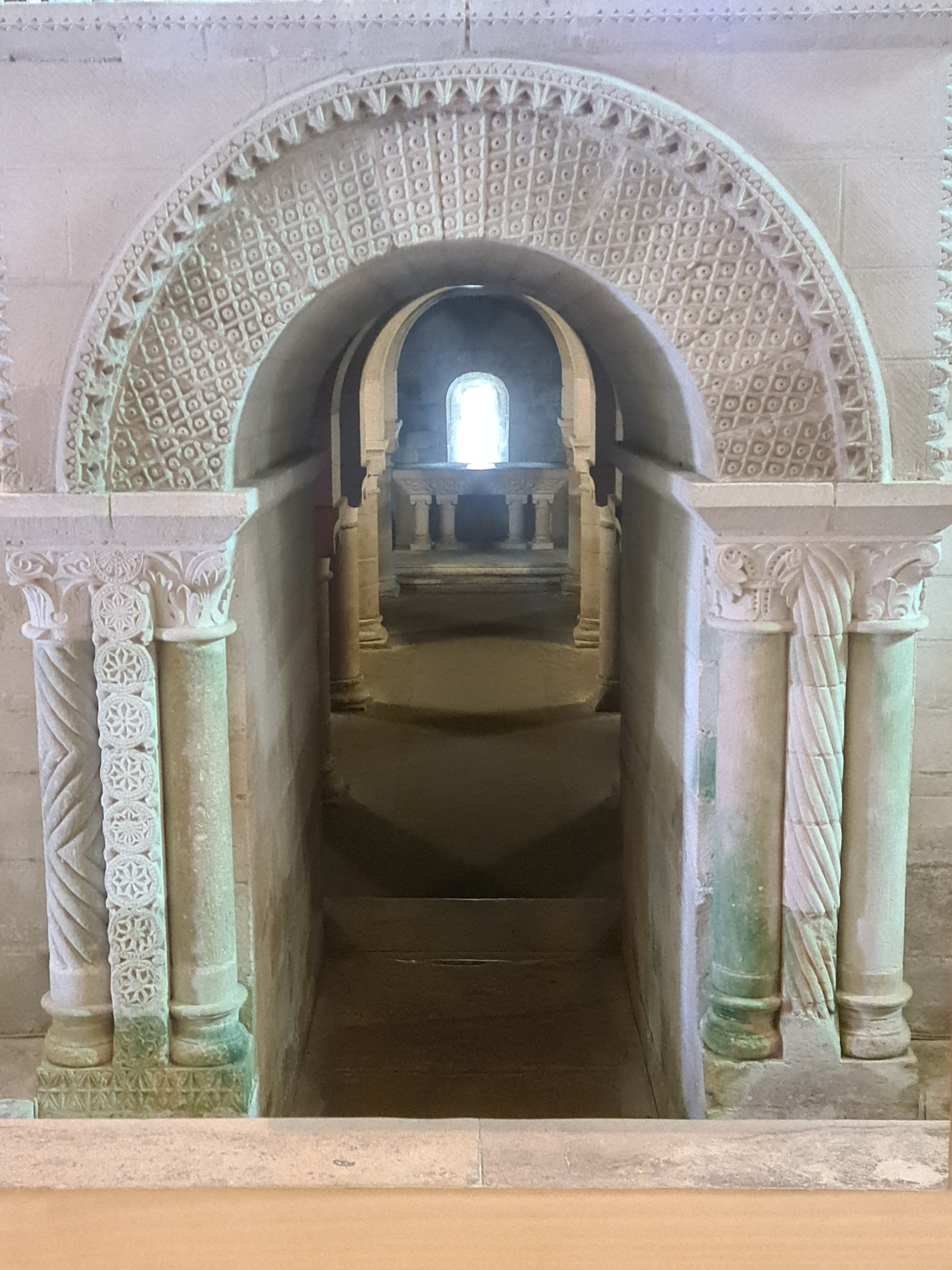
Entrée centrale de la crypte de Vouvant sous le chœur surélevé.
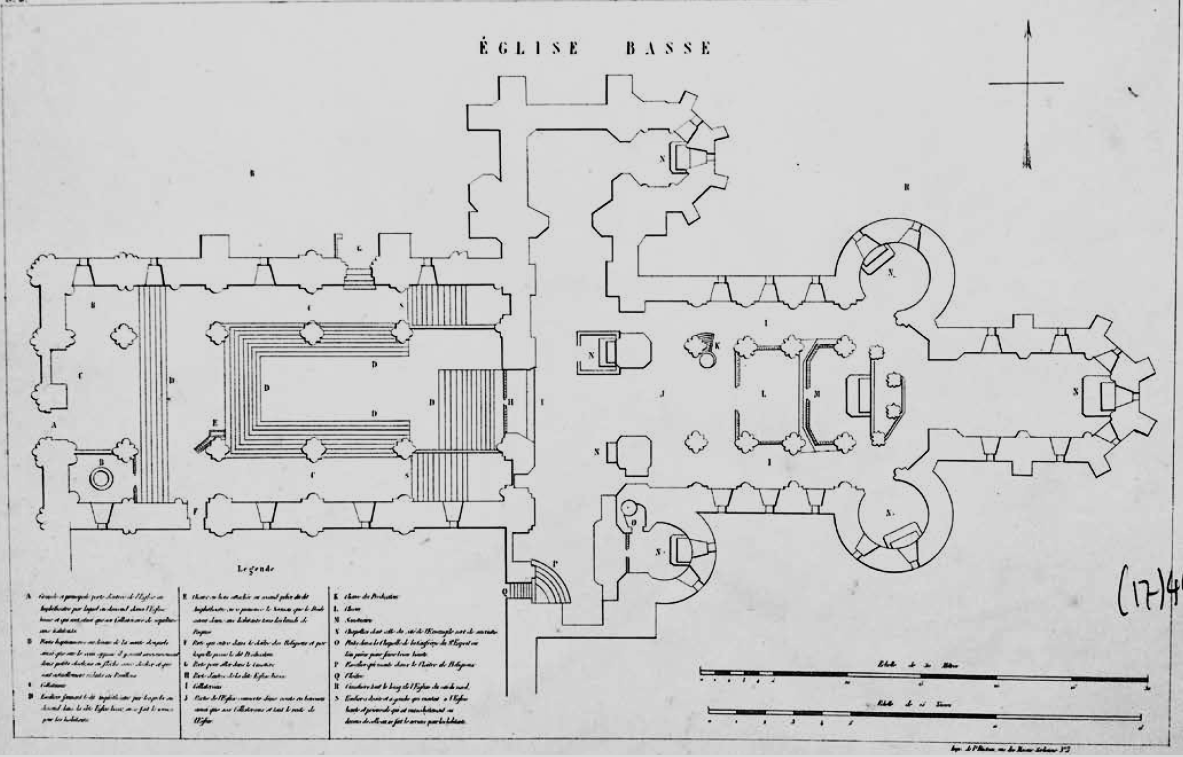
Plan de la crypte de Saint-Eutrope et des escaliers d'accès dans la nef.
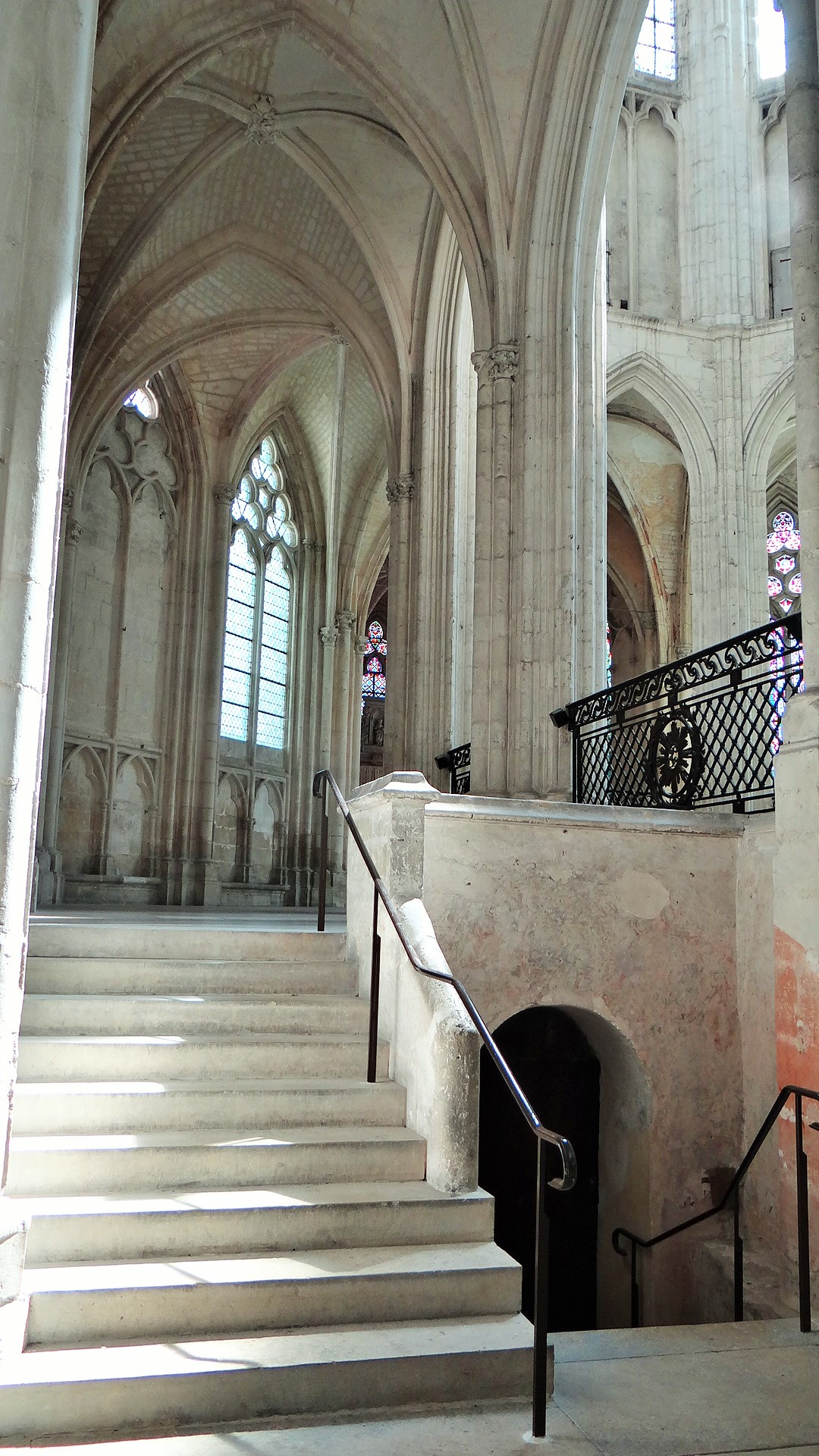
Entrée de la crypte de Saint-Germain-d'Auxerre, déambulatoire nord.

### Décor

#### Sculptures
Malgré le caractère massif des piliers des cryptes les chapiteaux peuvent être ornés de thèmes végétaux ou même historiés comme à Grenoble, à Tournus ou à Hagetmau dans les Landes.

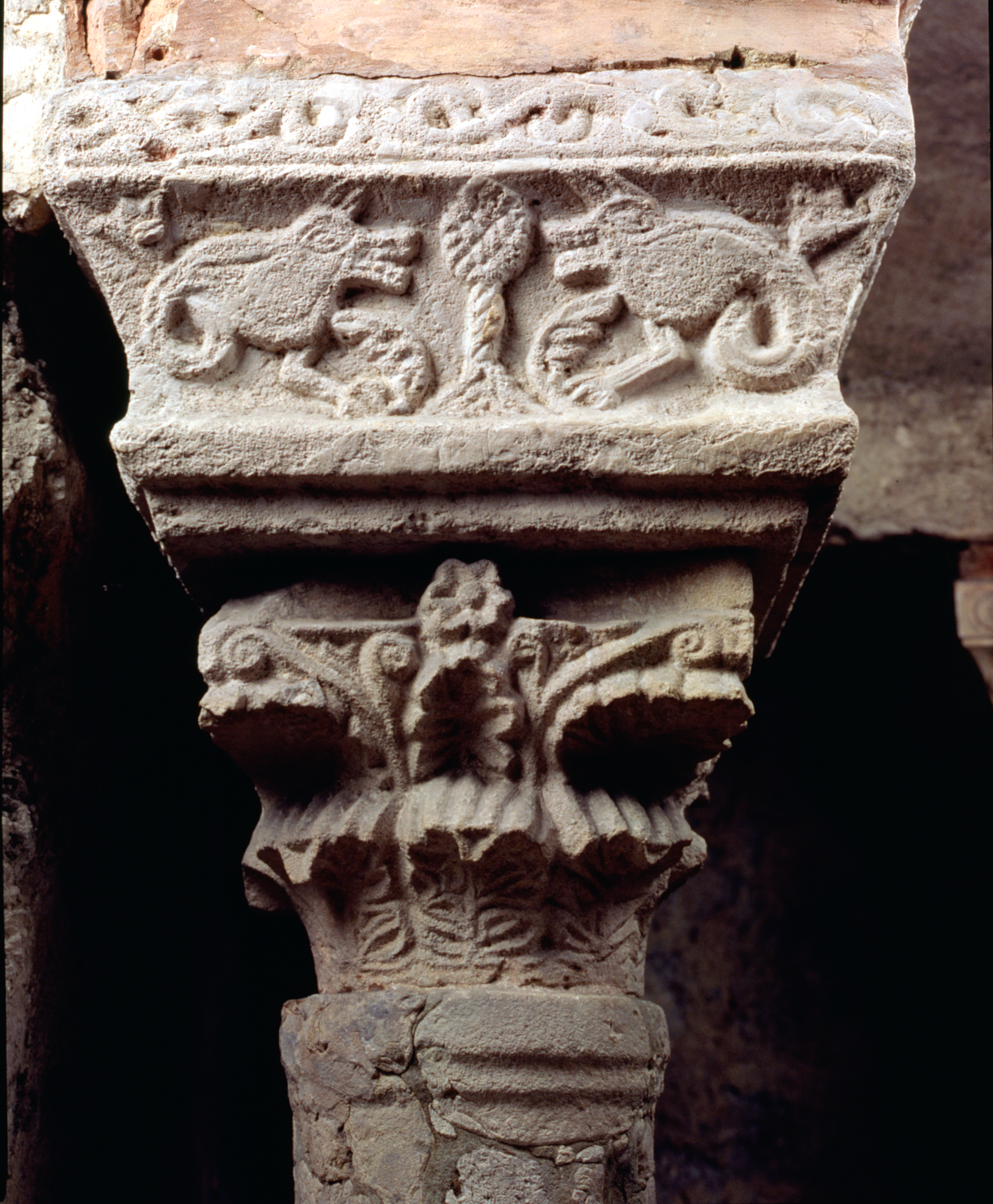
Chapiteau de la crypte Saint-Oyand à Grenoble (haut Moyen Âge), corbeille à décor végétal et tailloir à décor animal.
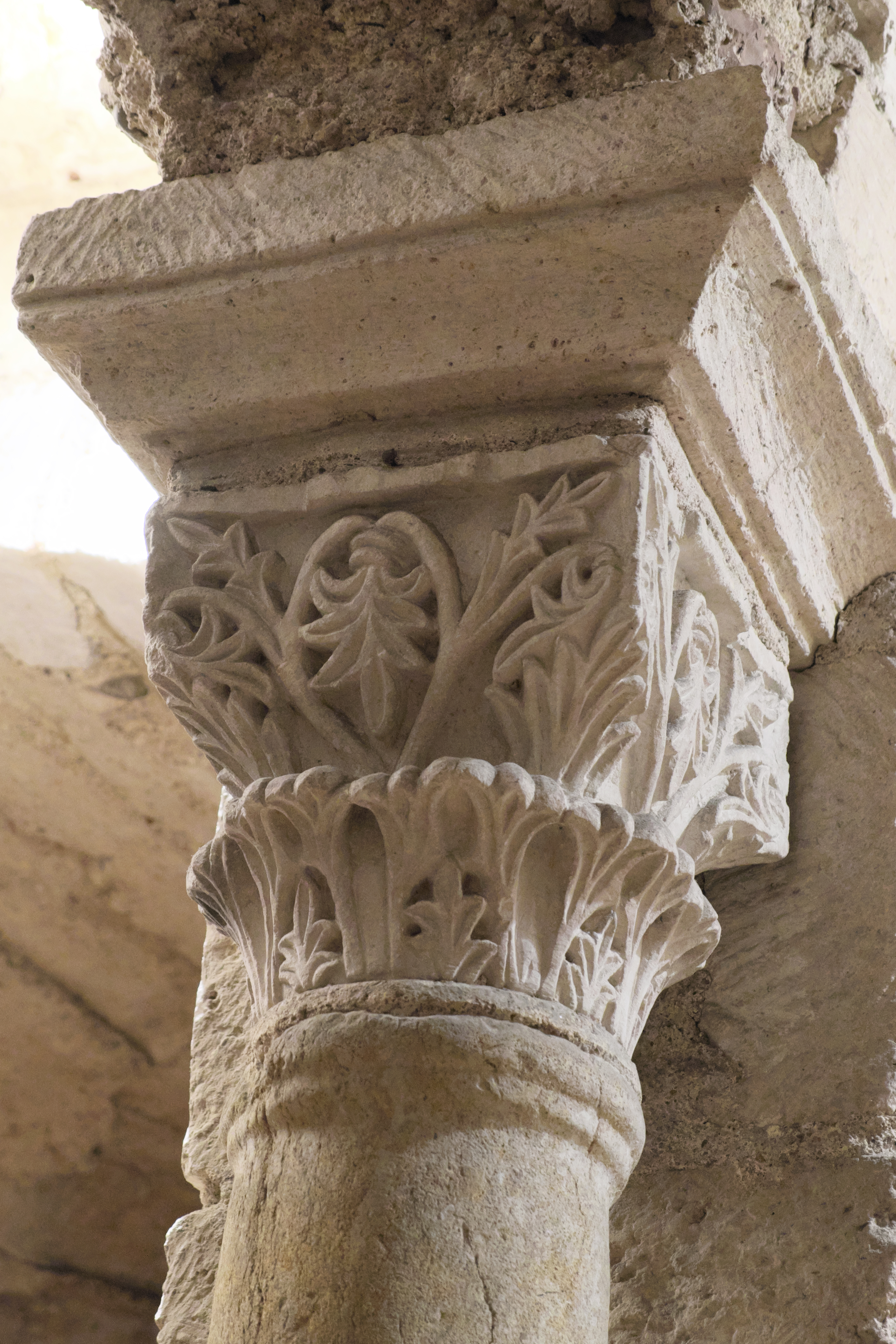
Décor végétal, corbeille de la crypte de Saint-Philibert de Tournus.
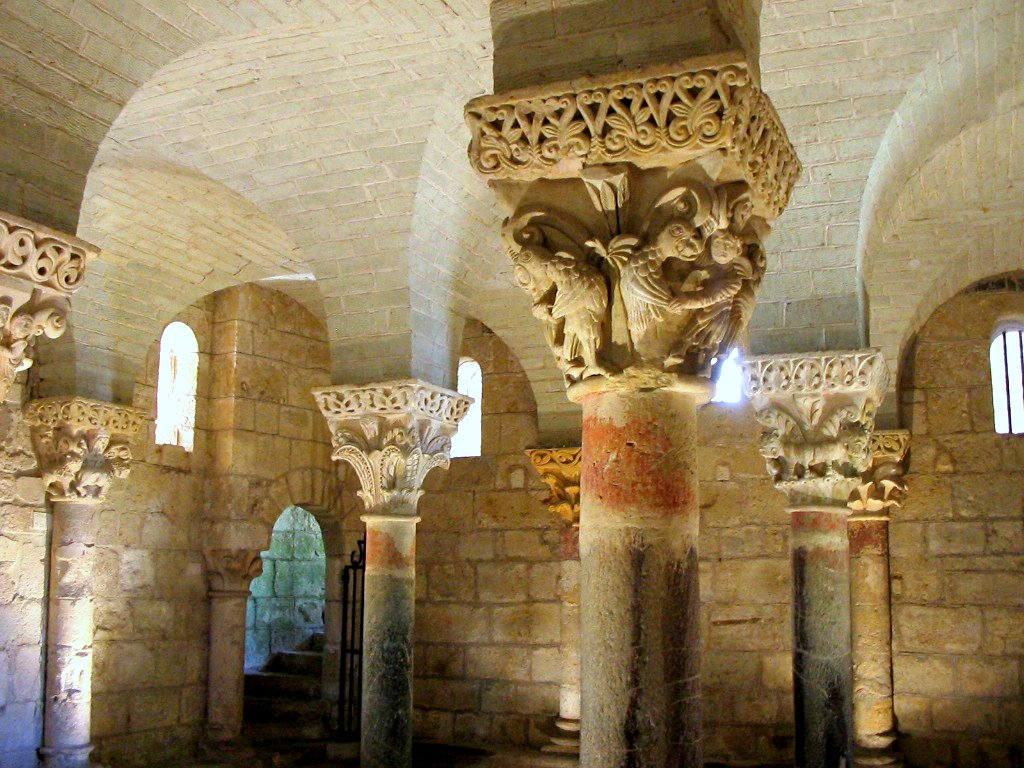
Crypte de Saint-Girons, XIIe siècle.

#### Peintures murales et mosaïques
Des peintures murales dont certaines sont d'origine et contemporaines de celles de l'étage supérieur comme le programme pictural du XIIe de l'église de Tavant ornent encore certaines cryptes et ont été préservées. Les anges musiciens de la crypte de la cathédrale Notre-Dame de Bayeux ont été réalisés au XVe après la redécouverte de la crypte romane. Ces peintures sont soit seulement ornementales comme à l'église Saint-Martin de Plaimpied, soit figuratives comme saint Étienne et les saints évêques de l'abbaye Saint-Germain d'Auxerre (carolingiennes). Des décors peints complets adaptés aux célébrations liturgiques comme dans le chœur supérieur avec Christ en gloire dans l'abside sont visibles à la crypte de Tavant comme à la collégiale Saint-Aignan.

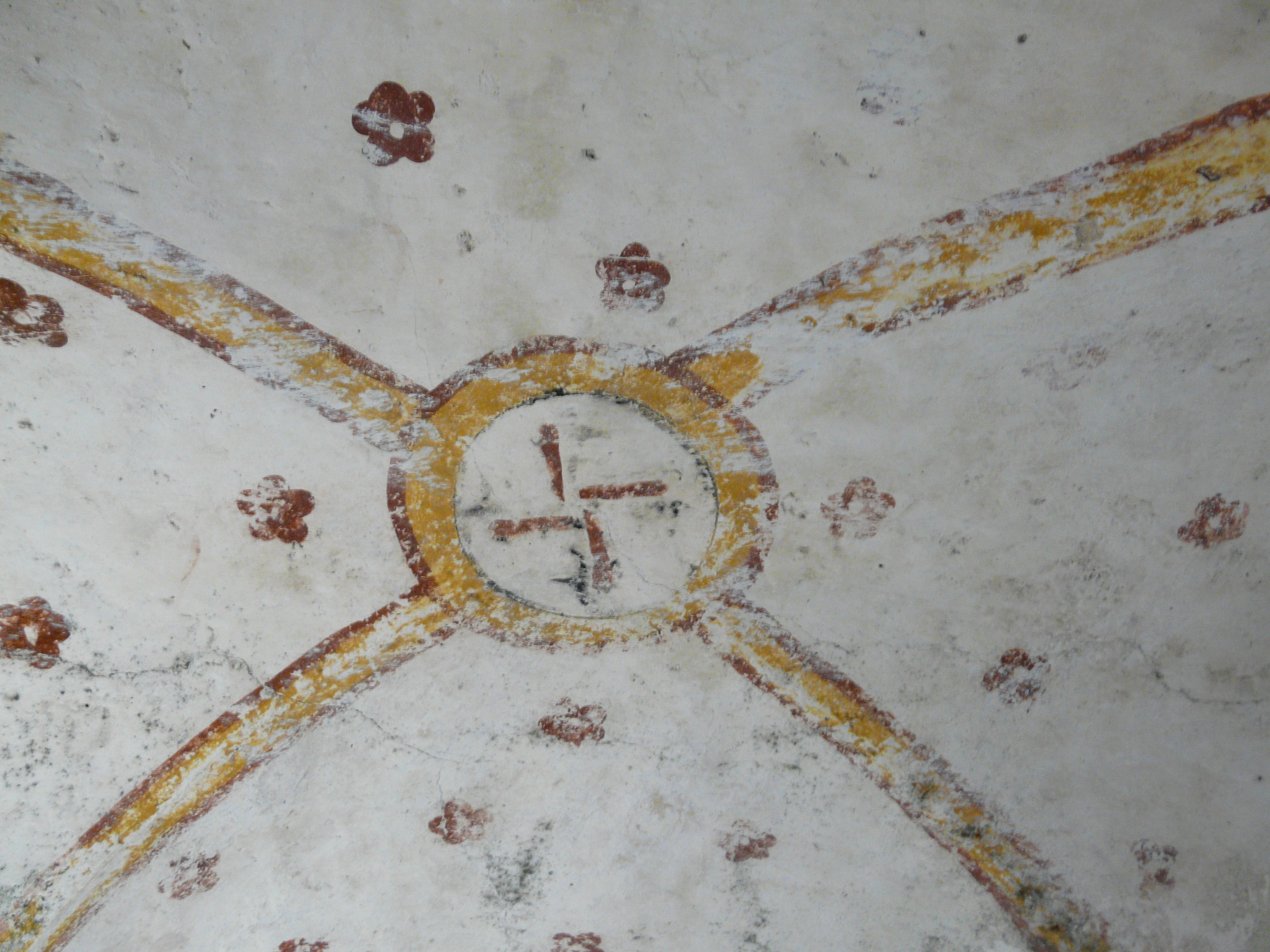
Plaimpied, svastika et décor floral des voûtes de la crypte.
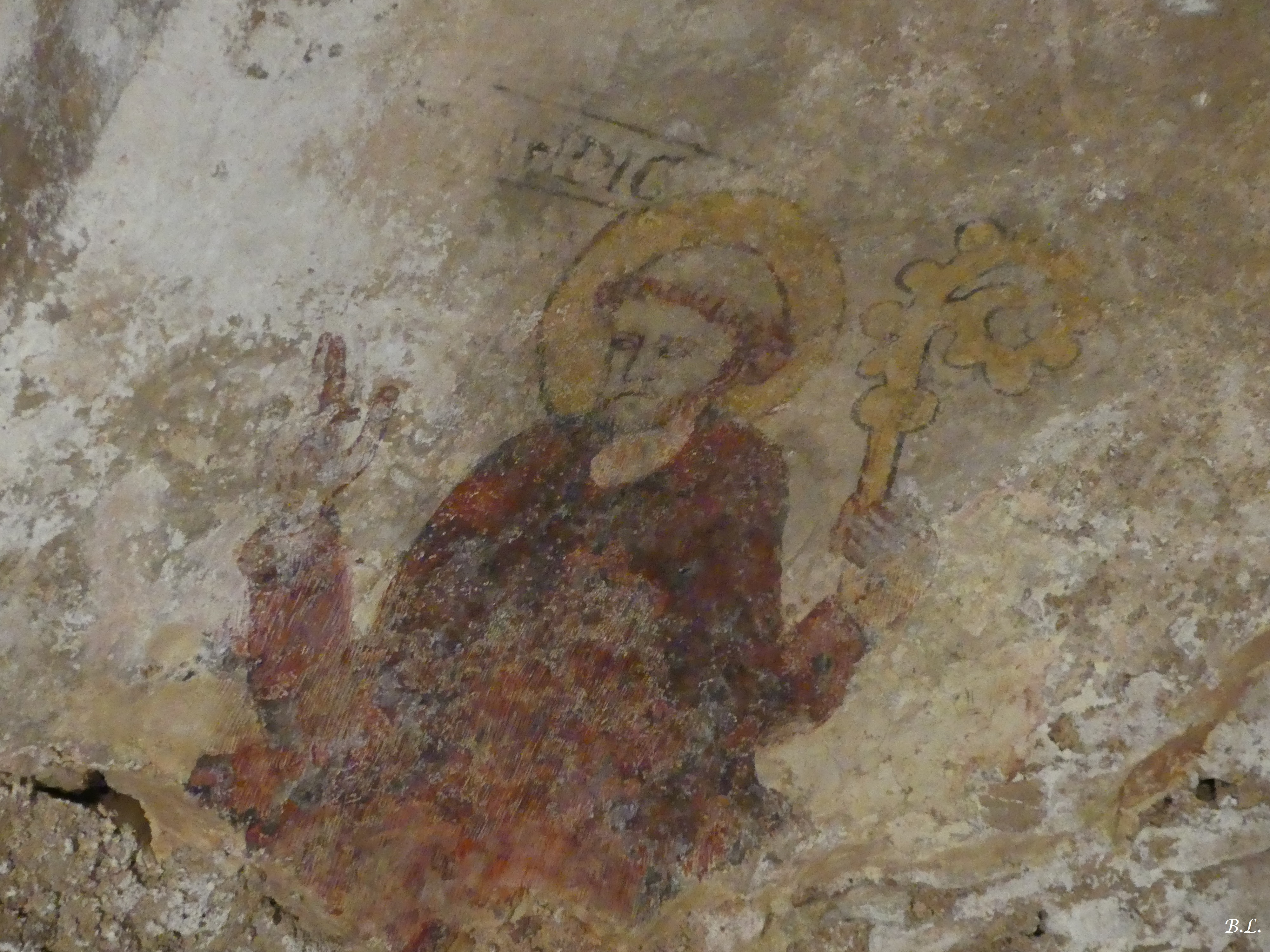
Entrée de la crypte d'Anzy-le-Duc, saint évêque.
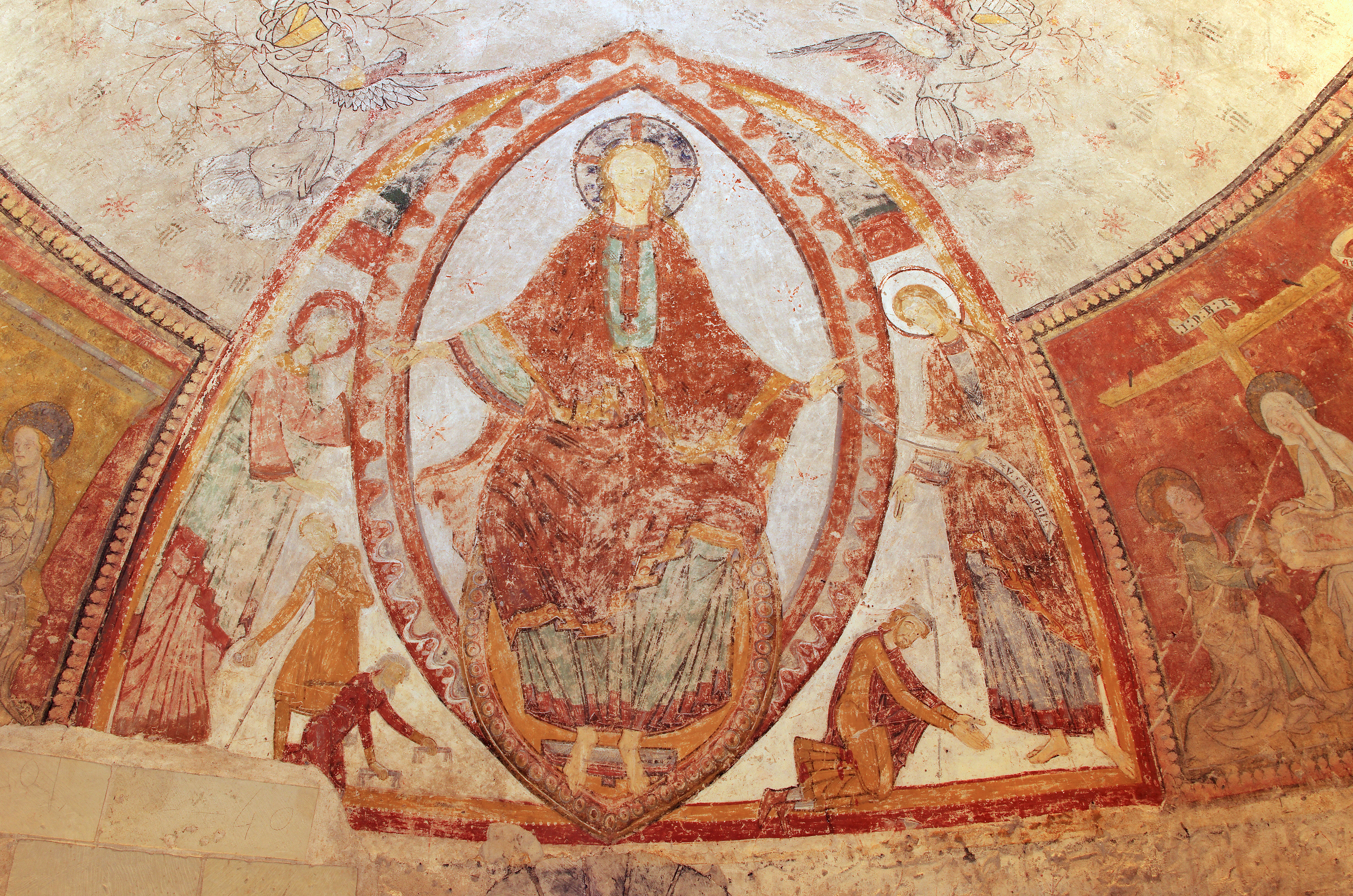
Collégiale Saint-Aignan, Christ en majesté de l'abside.

Au XIXe siècle, deux cryptes couvertes de mosaïques sont construites sur la colline de Fourvière à Lyon, l'une à l'Antiquaille à l'endroit supposé du cachot de saint Pothin commémorant les martyrs de 177, l'autre de style néo-byzantin pour l'église inférieure de la basilique Notre-Dame de Fourvière.

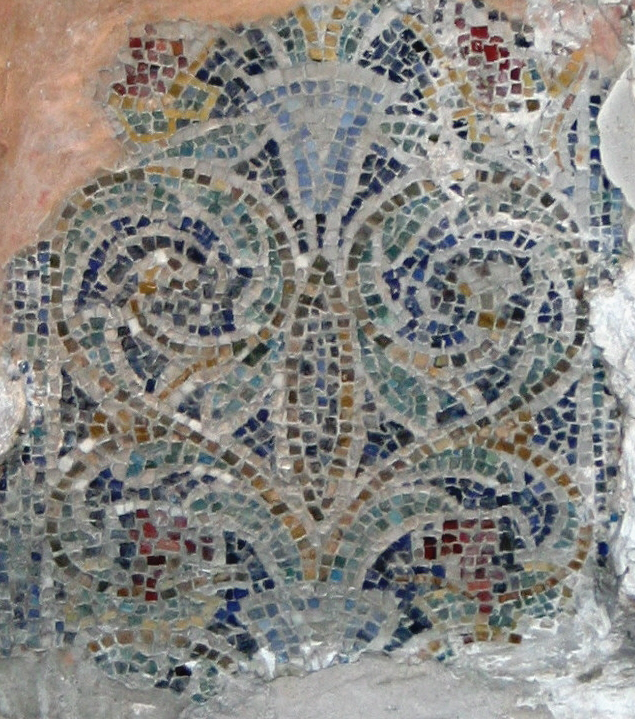
Crypte de Saint-Victor, mosaïque probablement mérovingienne.
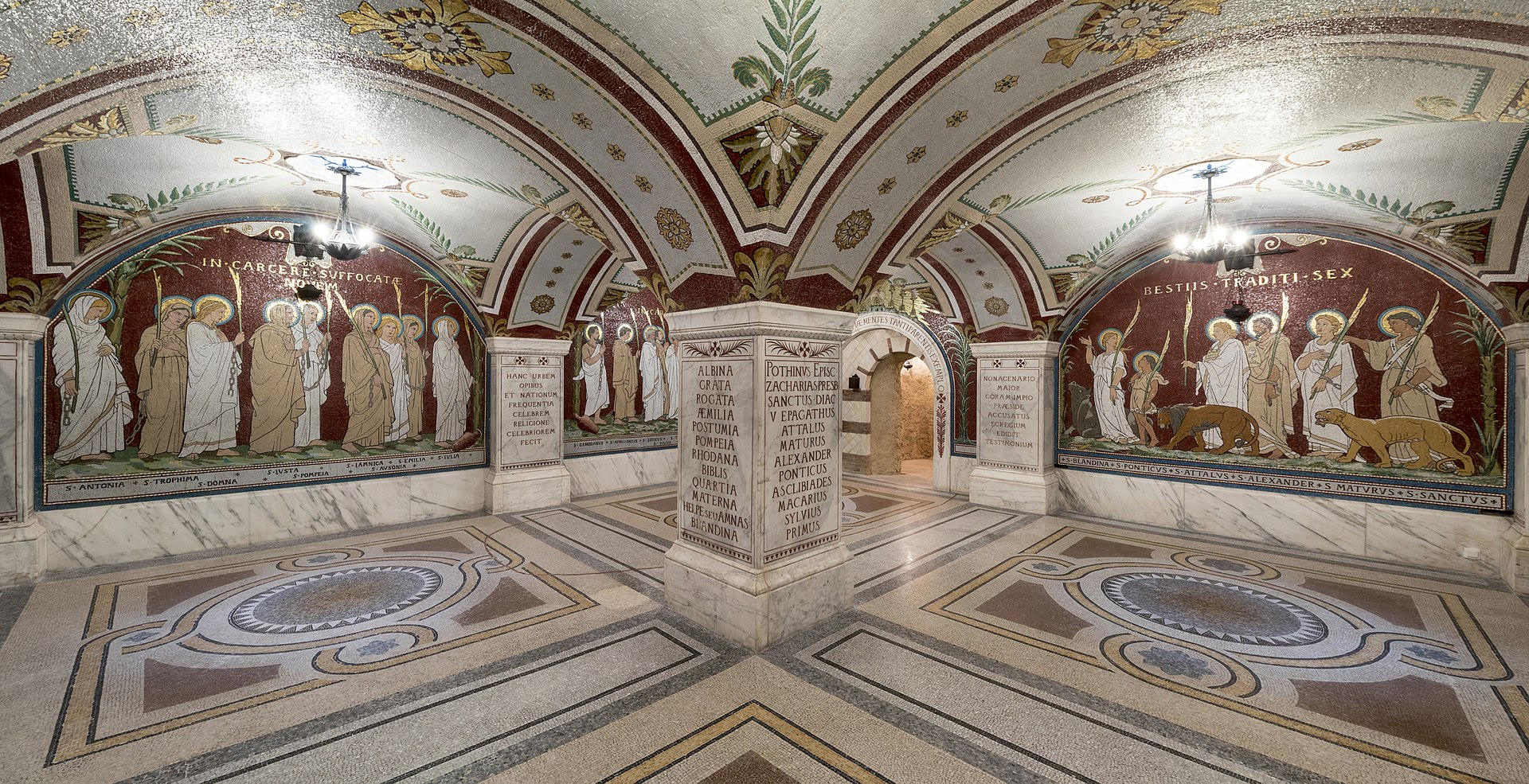
Lyon, crypte des martyrs à l'Antiquaille, fin XIXe.
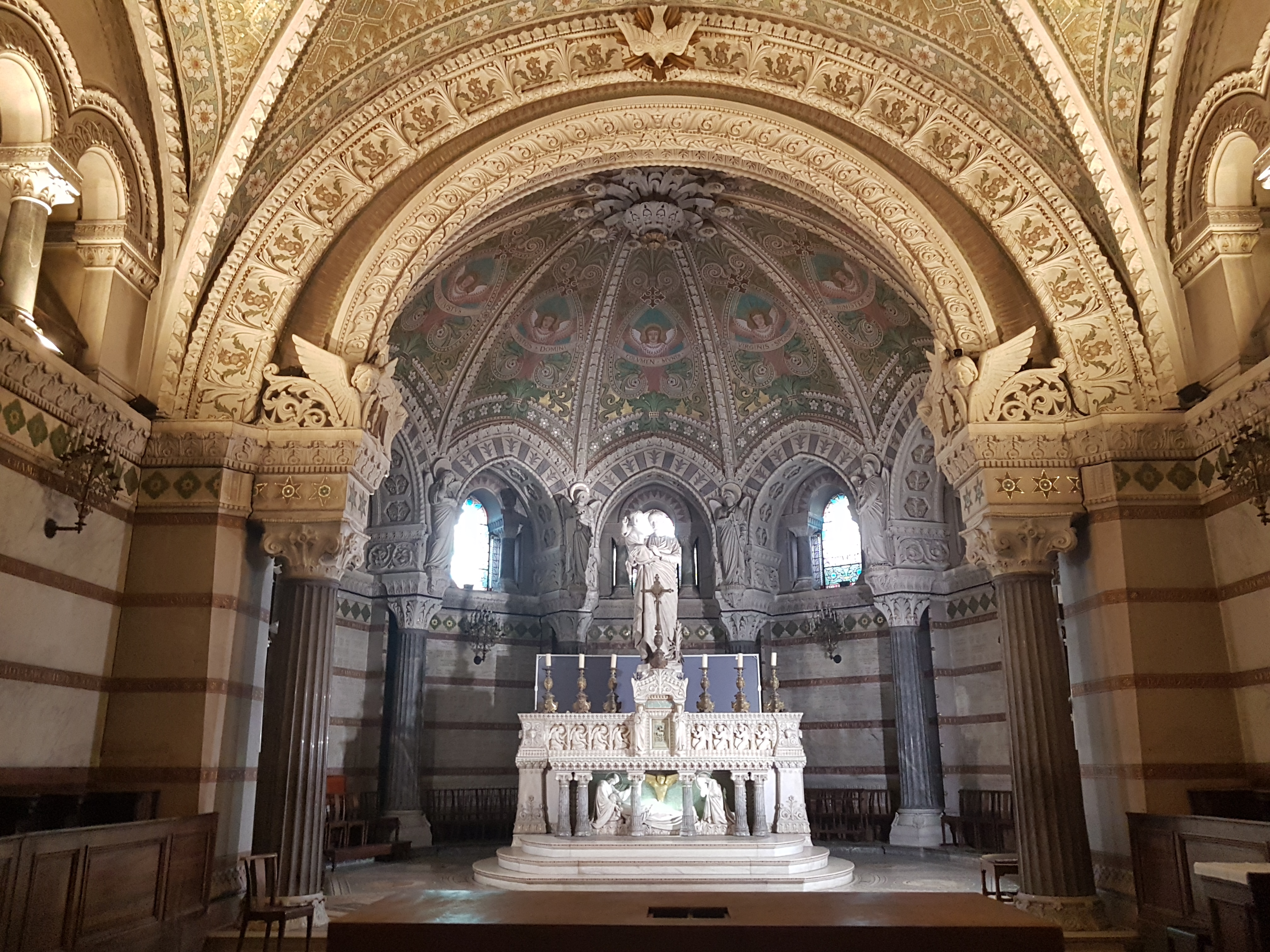
Lyon, crypte de Notre-Dame de Fourvière, fin XIXe.

#### Éléments anciens
Des fragments lapidaires sont remisés dans les cryptes après des travaux et transformations de l'église supérieure comme des morceaux de chancel. Des sarcophages ornés, parfois des réemplois christianisés de mobilier antique, contiennent ou ont contenu des sépultures vénérées comme à la crypte de l'abbaye Saint-Victor de Marseille.
L'ancienneté de certaines cryptes a permis de transmettre des décors du haut Moyen Âge, certains sont en stuc, frise du VIe siècle pour Saint-Victor de Marseille, chapiteau du IXe siècle pour la crypte de l'abbaye Saint-Germain d'Auxerre. Les parois de cette crypte ont conservé des peintures murales carolingiennes en trompe-l'œil ou figuratives.

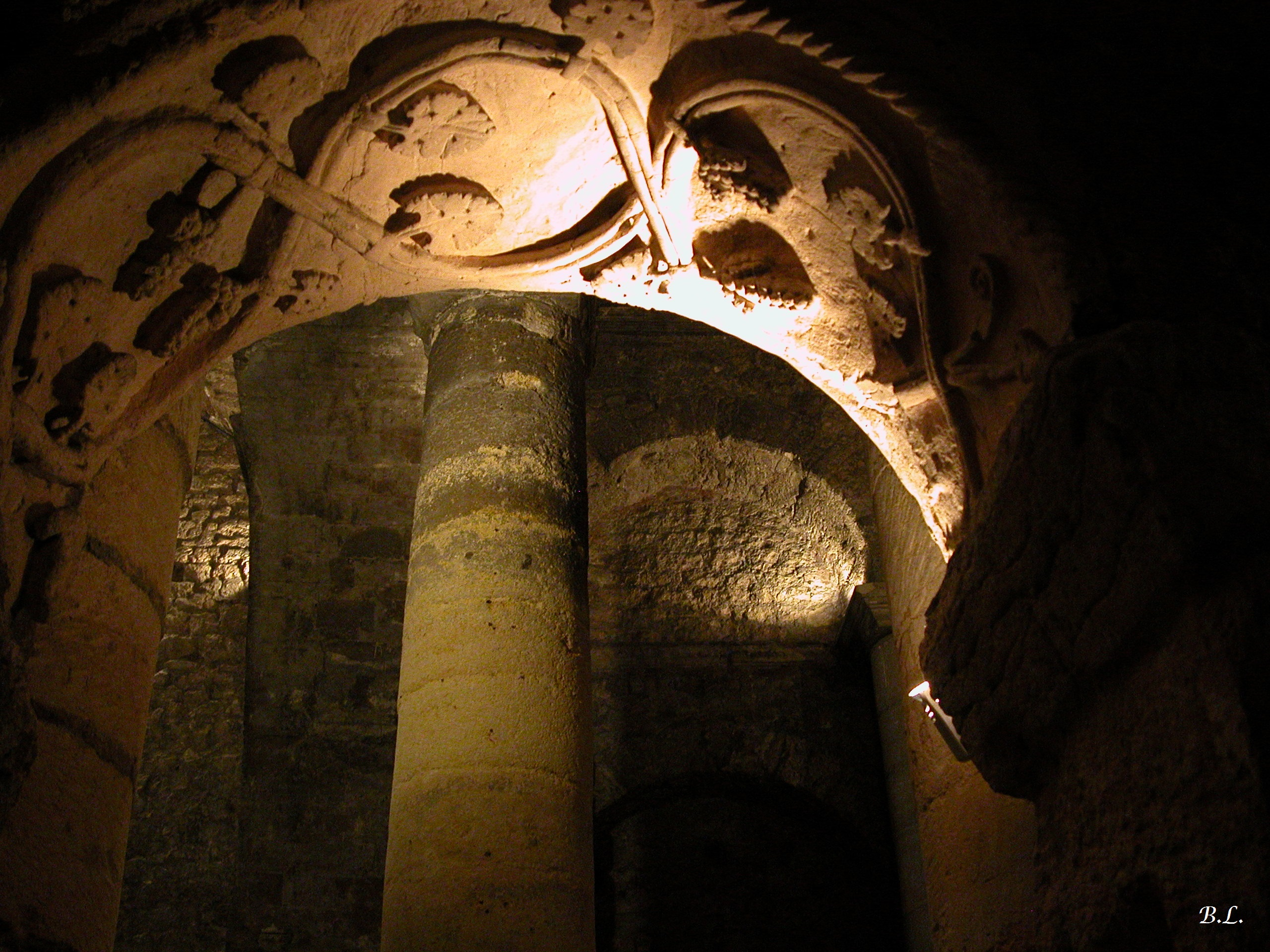
Crypte de Saint-Victor, stuc mérovingien.
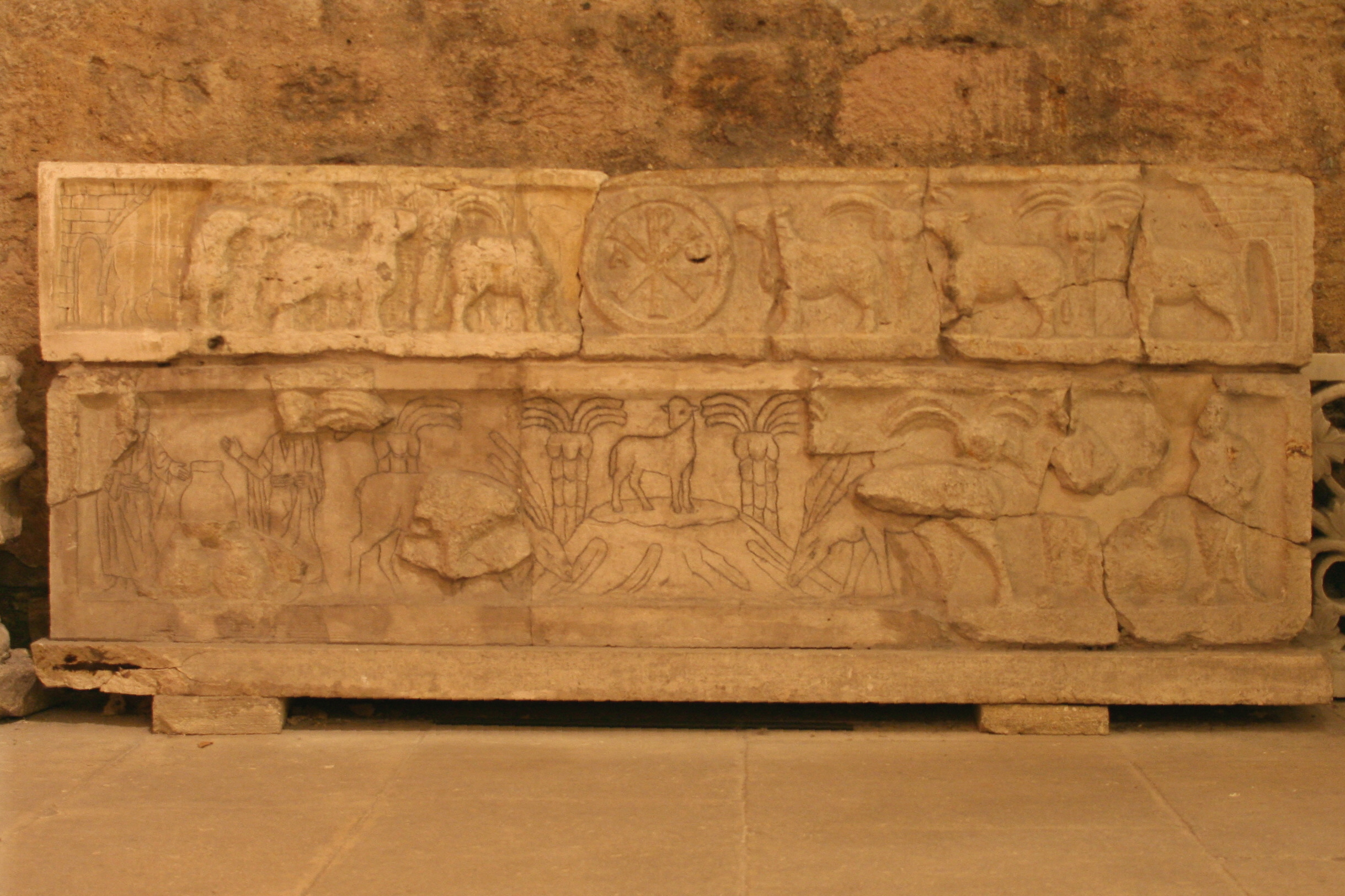
Crypte de Saint-Victor, sarcophage paléochrétien du Ve siècle.
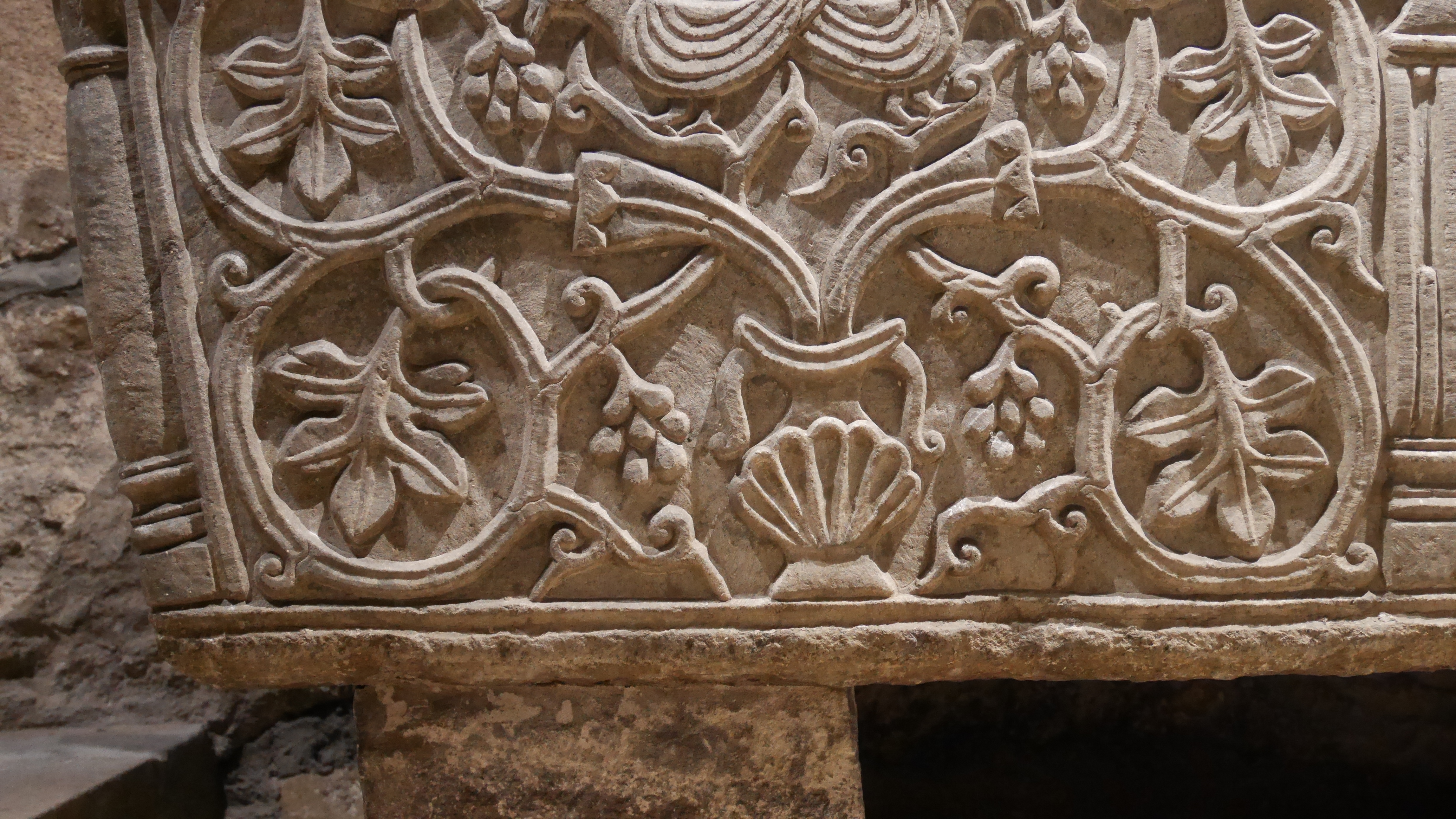
Crypte de Saint-Seurin à Bordeaux, morceau de chancel en réemploi.
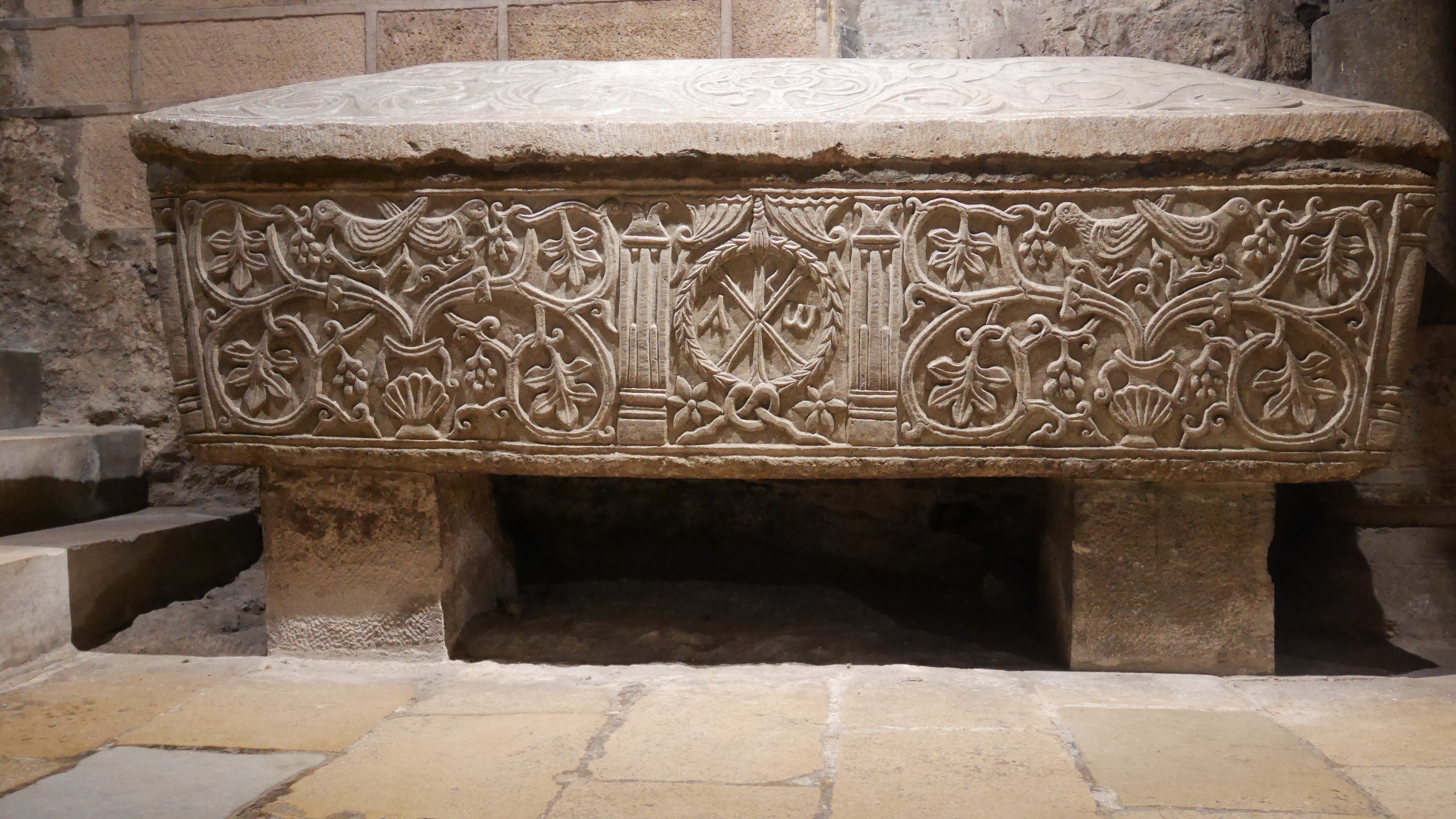
Crypte de Saint-Seurin, sarcophage paléochrétien.

## Autres cryptes
- Cathédrale de Spire dont la crypte romane du XIe est réputée être une des plus vastes d'Europe[14]
- Basilique Notre-Dame-de-l'Immaculée-Conception de Boulogne-sur-Mer, vaste crypte romane et gothique richement décorée de peintures murales, redécouverte en 1827 dans le chantier de reconstruction de la basilique du XIXe
- Cathédrale Saint-Antonin de Palencia, crypte wisigothique
- Cathédrale de Saint-Jacques-de-Compostelle, crypte avec les restes du mausolée romain où sont inventés les reliques de l'apôtre au IXe siècle, elle est redécouverte en 1878